# Lengyel nyelv
A lengyel nyelv (lengyelül: polski, język polski, polszczyzna) Lengyelország hivatalos nyelve, államnyelve, valamint az Európai Unió egyik hivatalos nyelve.

## Történet
Zenon Klemensiewicz, a krakkói Jagelló Egyetem egykori nyelvészprofesszora szerint a lengyel nyelv történetében a következő időszakokat különböztetjük meg:

### Ólengyel kor
A legrégibb ismert lengyel szavak – kb. 400 személy- és helynév – a latin ábécével megírt Gnieznói Bullában szerepelnek, az 1136. évből. Az első egész lengyel mondatot pedig a henrykówi kolostor (Wrocław közelében) könyvében írták meg. Ez így szólt: „Daj, ać ja pobruszę, a ty poczywaj“, azaz „Engedd, hogy most én daráljam, és pihenj” (a mai lengyel nyelvben ez így szólt volna, hogy „Pozwól mnie teraz mielić i odpocznij”).
A két legrégibb lengyel irodalmi alkotás a 13. és 14 század fordulójáról származik. A Bogurodzica című dal („Isten anyja”) az első lengyel himnusz, amelyet a Grünwaldi csata előtt énekeltek a lovasok. A Kazania świętokrzyskie („Szentkereszti prédikációk”) pedig prédikációk gyűjteménye a Świętokrzyskie-hegységben álló kolostorból, Kielce közelében. Később főként latin szövegeket fordítottak le lengyelre (pl. Psałterz Floriański 14. század végétől – zsoltárok gyűjteménye lengyelül, németül és latinul).
Az ólengyel időszakban főleg egyházi személyek gondolkodnak a lengyel irodalom fejlődéséről. Addig a cseh és a német nyelvek befolyásolták legerősebben a lengyel nyelvet (13. és 14. század – a Přemysl-ház hatalmának az ideje, 15. század – a cseh nyelv fejlődésének időszaka, a huszitizmus uralkodásával összekapcsolva). A cseh nyelven keresztül sok latin szó honosodott meg a lengyel nyelvben. A a legrégebbi lengyel nyelvű Ószövetség-fordítás, Zsófia királyné Bibliája (lengyelül Biblia królowej Zofii, Biblia Szaroszpatacka) 1453–1455 között készült a Vulgata alapján, korábbi cseh fordítások felhasználásával.

### Középlengyel kor
A középlengyel kor az első lengyelül nyomtatott könyvvel (1508) kezdődik. A lengyel nyelv a nagy-lengyelországi dialektus hatása alatt alakult. A lengyel reneszánsz legnagyobb írói – Mikołaj Rej és Jan Kochanowski. Rejt a „lengyel irodalom apjának” tartják – ő a következő mondat szerzője: A niechaj narodowie wżdy postronni znają, iż Polacy nie gęsi, iż swój język mają („Hadd tudja meg minden idegen nép, hogy a lengyelek nem liba, hanem saját nyelvük vagyon” – „liba nyelvnek” a latint nevezték, mert az egyszerű embereknek hasonlóan szólt a libák gágogásához).
A 16. században – a lengyel állam legnagyobb kiterjedésének és a lengyel nyelv felvirágzásának az idejében – a lengyel nyelv vált a legfontosabbá Közép-Európában. A nyelv fejlődéséről most már nem egyháziak, hanem a nemesség és polgárság gondoskodik, azért egyre nagyobb a szerepe a világi irodalomnak. Ebben az időben a lengyel nyelv szavakat vesz át az olaszból (főleg Bona királyné révén), az ógörögből, a magyarból (Báthory István uralkodása idején) és törököktől (magyar közvetítéssel). Egyidejűleg, a lengyel nyelv erős befolyása alatt, a fehérorosz és ukrán nyelvek alakulnak. A lengyel nyelv pedig udvari nyelvvé lett Oroszországban – ez egészen a 18. század elejéig így volt.
A 17. század a lengyel állam bukásának kezdete, és egyidejűleg a nemesség hatalmának ideje, mely – a folyamatos védelmi háborúk miatt – megerősíti a „nemzet és vallás védő” szerepét (annak ellenére, hogy ezeket a háborúkat gyakran elvesztették). A nemesség révén a használt lengyel nyelv egyre előkelőbbé válik, egyre népszerűbb az idegen szavak, vagy akár egész idegen nyelvű mondatok beiktatása: kezdetben latinul, azután (a század közepétől) franciául. Miközben az orosz cári udvar lengyelül beszél, a lengyel udvar franciául, 1699-ben pedig a lengyel nyelv a Litván Nagyfejedelemség hivatalos nyelvévé vált (az oroszt felváltva).

### Újlengyel kor
Az újlengyel kor kezdete a 18. század derekától Stanisław Konarski atya oktatási reformjával veszi kezdetét, amely lehetővé tette, hogy az iskolákban a lengyel nyelvet tanítsák és a latin nyelvet és retorikát háttérbe szorítsák.
A felosztások ideje (1772–95), paradox módon, jól hatott a lengyel nyelv fejlődésére. A belföldi és a világpolitikai események (amerikai és francia forradalom, felvilágosodás) elősegítették a politikai (az első lengyel hírlapok), valamint a szép- és enciklopédikus irodalom fejlődését. Ezekben az években alkotott – a reneszánsz szerzőket leszámítva – a legnagyobb lengyel író, Ignacy Krasicki, akit „a lengyel költőfejedelem”-nek is neveztek. Már a felosztások után megalakult a lengyel nyelv első szótára (1804–15), amelynek a szerzője egy honosított svéd, Samuel Bogumił Linde volt.
Az elnemzetietlenítés politikája, amit a hódítók folytattak, megfékezte a nyelv fejlődését. Abban az időben sok szó a németből jött, főként a poroszok (Nagy Lengyelország, Pomeránia, Szilézia) és az osztrákok (Kis Lengyelország) által meghódított területeken. Mai napig megtapasztalható ez a tájszókincsben – sok szó a sziléziai és nagy-lengyelországi tájszólásokban nagy hasonlatosságot mutat a német irodalmi (standard) nyelvben. Tipikus példa a sziléziai és nagy-lengyelországi bana = vasút, ném. Bahn, lengy. kolej; illetve nagy-lengyelországi zrobić łóżko = ágyat vet, ném. Bett machen, lengy. pościelić łóżko. A német nyelv befolyása erősebb volt, mint az oroszé, mert a németek (főleg a Porosz Királyságból) próbálták meghódítani a lengyel területeket nemcsak kulturális, de gazdasági tekintetben is, mivel az ipari forradalom vívmányait sokkal ügyesebben sajátították el, mint az oroszok, és korábban elkezdtek számos gyárat és üzemet építeni az általuk meghódított részeken. A műszaki szavak többségét a lengyelben máig a német jövevényszavak képezik – azokkal csak az angol származású szavak összehasonlíthatóak számok tekintetében, de ezek csak 20. század második felében kerültek bele, az elektronika és informatika fejlődésével. Az orosz megszállás alatt a gazdasági fejlődés lassabb volt, ezenkívül a gyárak német és lengyel kézen maradtak. A cári tisztviselők mindenekelőtt a russzifikációra (eloroszosítás) összpontosítottak, és mivel ez majdnem a kezdetektől (azaz az 1820-as évektől) elég brutális volt, nagy ellenállást váltott ki. Pedig a német megszállás alatt, a germanizáció legnagyobb erőfeszítése a Német Császárság idejére esett (1870-től – Otto von Bismarck kancellár kormányzása, Kulturkampf). Az ellenállás leghíresebb eseménye az elnémetesítés ellen a gyerekek sztrájkja volt a wrześniai iskolában (Poznańtól keletre): 1901-ben, amikor a német tanárok rákényszerítették őket, hogy hittan órán németül válaszoljanak. Annak ellenére, hogy a hatóságok letartóztatták a gyerekek szüleit, Września példáját több iskola is követte. Az osztrákok által meghódított területen viszont, a germanizáció (amely nem volt oly intenzív) befejeződött a 19. század első felére, amikor a liberális Ferenc József császárrá lett.
A lengyel nyelv megsemmisítésére az első világháború alatt tett kísérlet eredménytelen volt. A lengyelek állandó erős nemzeti öntudata a függetlenség visszaszerzéséhez vezetett, annak ellenére, hogy a lengyeleknek három megszálló hatalom ellen is harcolniuk kellett. Az ilyen erős öntudat hiánya volt az egyik ok, amely megakadályozta a tartós ukrán és fehérorosz állam megalakulását, bár azok a nemzetek csak egy megszálló ellen harcoltak.
A mai lengyelt viszont – ahogy sok más nyelvet is a világon – leginkább az angol befolyásolja.

## Beszélőinek száma
A lengyel nyelvet mintegy 50 millió ember beszéli, ebből 38 millió Lengyelországban. Az Egyesült Államokban egyes becslések szerint majdnem 10 millióan beszélik – főként Chicagóban, Detroitban és New Yorkban élnek (Chicagóban kb 200 ezer, ami Chicagót a világ egyik legnagyobb „lengyel” városává teszi). Számuk jelentős Kanadában (Toronto) és Ausztráliában (Sydney, Melbourne) is. 800 ezer a számuk Franciaországban (Párizs), félmillió Fehéroroszországban (Hrodnai terület), 300 ezer Ukrajnában (Lviv), 250 ezer Litvániában (Vilnius) és 100 ezer Oroszországban (Moszkva, Szentpétervár, Kalinyingrádi terület, Karjalai Köztársaság). Lengyel ajkú kisebbség él Magyarországon is (Budapest, Tatabánya, Komárom).

## A nyelv helye a szláv csoportban
A lengyel szláv, közelebbről nyugati szláv, amely a szlovák, cseh, morva és szorb nyelvvel rokon. A legközelebbi rokona a kasub nyelv. Távolabbi rokonai az ukrán, orosz, fehérorosz, valamint a szerb, horvát, szlovén, bosnyák, montenegrói, macedón és a bolgár. A lengyel a 3. leggyakrabban használt szláv nyelv az orosz és az ukrán után.

## Betűkészlete

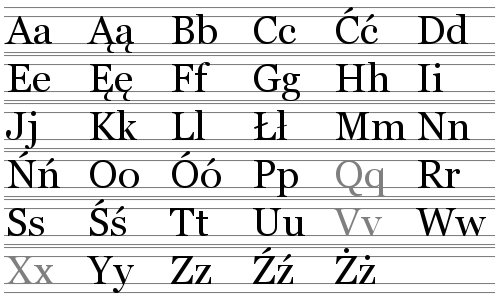
A lengyel ábécé (a szürkével jelölt betűk csak idegen szavakban fordulnak elő)

A lengyel nyelvet latin betűkkel írják, kiegészítve 9 speciális karakterrel és néhány betűpárral.
A lengyel ábécé 32 betűje:
Betűpárok: ch cz rz sz dz dź dż
Más szláv nyelvekben e betűpárok helyett más, ékezetes betűket használnak (cz ⇒ č, sz ⇒ š, dż ⇒ đ).
Diakritikus jelek:
- éles ékezet (akut, akcent ostry) – pl. ń, ó,
- felső pont (kropka) – ż,
- ogonek (˛) – ą, ę; szó szerint lengyelül azt jelenti, hogy „farkacska, farkinca”, a magyar nyelvben jobb faroknak nevezzük, de a lengyel neve egyre népszerűbb a világ nyelvészei között (ennek a jelnek neve ugyanaz pl. angolul, németül, franciául, olaszul),
- ferde áthúzás (przekreślenie) – ł

A szláv nyelvek közül csak a lengyelben és a szorbban használnak w betűt a [v] hang jelölésére.

## Kiejtés és helyesírás

### Magánhangzók
A lengyel nyelvben 8 magánhangzó van, ebből 2 orrhang (ą, ę). A lengyel az egyetlen szláv nyelv, amely megőrizte az ószláv orrhangokat.
a – magyar á, röviden ejtve (mint az angol cut, mud szavakban) [a]
ą – nazális o [ɔ̃]. A kiejtését gyakran összehasonlítják a francia nazális o-val (mint a mon szóban), de az orron keresztül kiengedve a levegőt, még a szájat egy kicsit keskenyíteni kell (ami nincs a francia kiejtésben) – emiatt az ą kiejtése a portugál são szó kiejtéséhez hasonló. Ha az ą egy zárhang vagy affrikáta előtt áll, o-nak ejtjük és a megfelelő nazális mássalhangzó (c, cz, d, dz, t előtt – mint [on], ć, dź előtt – mint [oɲ], azaz mint lágy n; b, p előtt – mint [om], k, g előtt – mint [oŋ], azaz mint a hang szóban).
e – magyar e-nek ejtendő [ɛ]
ę – nazális e [ɛ̃]. A kiejtési szabálya ugyanaz, mint az ą esetén (szintén a száj kis keskenyítésével). Ha az ę egy zárhang vagy affrikáta előtt áll, e-nek ejtjük a megfelelő nazális mássalhangzó: c, cz, d, dz, dź, t előtt – mint [en], a ć, dź előtt – mint [eɲ], b, p előtt – mint [em], k, g előtt – mint [eŋ]). A lengyelek többsége a szó végén álló ę-t e-nek ejti.
i – magyar i-nek ejtendő, lágyítja a megelőző mássalhangzót [i]
o – magyar o-nak ejtendő [ɔ]
ó, u – rövid u-nak ejtendő [u]. A különbség csak történelmi: a régi lengyelben léteztek hosszú és rövid magánhangzók és az ó a hosszú ó-tól származik. Gyakran ó és o változnak egymássá a ragozás közben vagy rokonszavakban (pl. wór ⇒ worek /nagy zsák ⇒ zsák/, droga ⇒ dróg /út ⇒ utak Gen./), gyakran a megfelelő szavakban más szláv nyelvekből a lengyel ó helyett o vagy e is áll (góra ⇒ orosz гора, cseh hora /hegy/, który ⇒ orosz который, cseh který /melyik/)
y – zárt i-nek ejtendő (mint az orosz ы), nem lágyítja az előző mássalhangzót [ɨ]
Hasonlóan, mint a magyar nyelvben, a diftongusban álló magánhangzókat és megkettőzött magánhangzókat külön ejtjük ki (zoo, teatr, Haiti).

### Mássalhangzók
A b, c, d, f, g, j, k, m, n, p, r, t, z betűk úgy ejtendők, mint a magyarban.
ć – lágy cs-nek ejtendő, nagyon hasonlít a magyar ty-hez [t͡ɕ] – de a ty-t a nyelv csúcsa, a kemény szájpadlás és a fogak közreműködésével ejtjük ki, a ć-t pedig a nyelv közepe és a lágy szájpadlás részvételével (emiatt ez az orosz ч-hez hasonló), de a szerb-horvát ć ejtéséhez is nagyon közel áll, majdnem azonos vele.
dz – a magyar dz-hez az edző szóban hasonló, de egy kicsit „ködösebben” ejtendő (mint a japán kamikaze vagy olasz zero)
dź – lágy dzs-nek ejtendő [d͡ʑ]
dż – hasonlít a magyar dzs-re, de a nyelv hátra van hajlítva [dʐ].
h, ch – keményebb h-nak ejtendő (mint a technika h-ja) [x]. A különbség csak történelmi – a régi lengyelben a h zöngés volt ([ɣ] – mint az orosz бог szóban), ch pedig zöngétlen; ma néhány tájszólásban ez a különbség még hallható.
ł – rövid u-nak ejtendő (mint az angol w) [w]; némely tájszólásban és öreg emberek között az orosz л-nak ejtendő ([ɫ] – a lengyelek „színpadi ł”-nek nevezik): a nyelv csúcsa a fogakat érinti, nem pedig a kemény szájpadlást, mint az l kiejtése közben
ń – magyar nyhez, de inkább lágyított n [nʲ]
s – magyar sz [s]
ś – lágy s-nek ejtendő [ɕ] (hasonló a német ch-hoz, mint az ich szóban, de egy kicsit keményebb)
ź – lágy zs-nek ejtendő [ʑ] (mint az uruguayi spanyol -ll- kiejtése)
rz, ż – magyar zs-hez hasonló, de hátra van hajlítva a nyelv [ʐ]. A különbség csak történelmi: rz a régi lágy r-től származik – a mai lengyelben a ri hang csak az idegen eredetű szavakban létezik. Gyakran a lengyel rz-nek az orosz rʲ felel meg (pl. rzeka – река /folyó/, rząd – ряд /sor/). Van mégis néhány szó, amelyben az rz-t külön ejtjük ki: r-z – pl. zmarznąć ([zmar-znɔ̃t͡ɕ] /megfagy/), obmierzły ([ɔbmʲɛr-zwɨ] /undorító/)
cz – magyar cs-hez hasonló, de a nyelv hátra van hajlítva [tʂ]
sz – magyar s-hez hasonló, de a nyelv hátra van hajlítva [ʂ]
w – magyar v-nek ejtendő [v]
Amennyiben bizonytalanok vagyunk a lágy/kemény hangzók kiejtésében, normál hangzó ejtése is elfogadott. A lágy mássalhangzók vagy ékezettel vannak jelölve (másik mássalhangzó előtt vagy a szó végén), vagy pedig i követi őket (különösen magánhangzó előtt).
A hosszú mássalhangzókat külön ejtjük ki (pl. panna – [pan-na] /leány/, Wioletta [Violet-ta]).

### Hangsúly
A hangsúly általában az utolsó előtti szótagra esik, míg sok jövevényszóban hátulról a harmadikra (pl. uniwersytet /egyetem/). De ha a ragozás miatt új szótag jelenik meg az ilyen a szó végén, a hangsúly megint az utolsó előtti szótagra kerül át (uniwersytetu /egyetemé/, uniwersytetowi /egyetemnek/).
A következő esetekben a hangsúly szintén nem az utolsó előtti szótagra esik:
- hátulról a harmadikra – az 1. és 2. személy többes számú igékben (pl. zrobiliśmy /csináltunk/),
- hátulról a harmadikra – a feltételes módú igékben 1. és 2. személy többes számú igéken kívül (zrobiłbym /csinálnék/)
- hátulról a negyedikre – a többes szám feltételes mód 1. és 2. személyű igékben (zrobilibyśmy /csinálnánk/)

## Nyelvtan
A lengyel nyelvben a következő szófajokat különböztetjük meg:
- főnév (rzeczownik),
- ige (czasownik),
- melléknév (przymiotnik),
- számnév (liczebnik),
- névmás (zaimek),
- határozószó (przysłówek),
- elöljárószó (przyimek).

A lengyel nyelvben nincs névelő, mint a többi szláv nyelvben (bár a macedón és a bolgár nyelvek használnak ún. hátravetett névelőket, vagyis olyan toldalékokat, amelyek a határozott névelő funkcióját töltik be. Ez balkáni areális sajátosság, megvan pl. a románban és az albánban is; valószínűleg az albán nyelvből terjedt el.)

### Főnév és melléknév

#### Szám
A lengyel nyelvben egyes (liczba pojedyncza) és többes szám (liczba mnoga) van. A középkorban a kettős szám is létezett.
Némely főnevek csak egyes számúak – pl. a tantárgyak neve (matematyka /matematika/, historia /történelem/), érzések (zazdrość /irigység/), gyűjtő főnevek (odzież /ruházat/), igei főnevek (leżenie /fekvés/), elvont fogalmak (uroda /szépség/).
Más főnevek csak többes számúak – pl. spodnie (nadrág),dżinsy (farmernadrág), nożyce (olló), sanie (szán), drzwi (ajtó); Sudety (Szudéták), Węgry (Magyarország).
Egyes főnevek számban ragozódnak, de esetben nem (latin származásúak, vagy a latinon keresztül a görög nyelvből jöttek, pl. gimnazjum, muzeum, liceum, technikum, centrum).

#### Eset
A lengyel főnevek, melléknevek, számnevek és névmások 7 esetben (przypadek) ragozódnak (hagyományos sorrendjük a lengyel nyelvtankönyvekből):
- alanyeset (A. – mianownik)
- birtokos eset (B. – dopełniacz)
- részes eset (R. – celownik)
- tárgyeset (T. – biernik)
- eszközhatározó eset (E. – narzędnik)
- helyhatározó eset (H. – miejscownik)
- megszólító eset (M. – wołacz)

##### Alanyeset
Az alanyeset a kto? (ki?) és co? (mi?) kérdésekre válaszol. Funkciója a magyar alanyesetéhez hasonló, de nem minden szó, amely a magyarban alanyesetben van, marad lengyelül is abban (lásd: eszközhatározó eset és birtokos eset).

##### Birtokos eset
Válaszol a kogo? czego? meg czyj/-a/-e? kérdésekre (czyj/-a/-e? = kié? mié?). A magyarban nincs. A vonzattal meghatározottakon kívül, főként a következő helyzetekben használjuk:
- A birtoklás meghatározása – „birtokos” tárgy a birtokos esetben, „birtokolt” tárgy pedig – alanyesetben vagy vonzással meghatározott esetben van. A magyar nyelvben a birtokragok felelnek meg ennek; ilyenek ragok a lengyel nyelvben – ahogy a többi szláv nyelvben – sincsenek. Pl. książka chłopca – fiú könyve (chłopiec birtokos esetben van); żona mojego brata – a bátyám felesége (a birtokos esetben vannak a brat főnév meg a mój birtokos névmás); okna czerwonego budynku – a piros épület ablakai (a birtokos esetben vannak a budynek főnév és a czerwony melléknév).
- A bejelentés, hogy valami/valaki nincs valahol, illetve a tagadása ilyen igenlő mondatnak, amelynek a tárgya tárgyesetben van. A magyar nyelvben az első helyzetben alanyeset marad, a másodikban pedig – tárgyeset. Pl.:

1. W pokoju jest szafa ⇒ W pokoju nie ma szafy (A szobában egy szekrény van ⇒ A szobában nincs szekrény)
2. Kupiłem samochód ⇒ Nie kupiłem samochodu (Vettem kocsit ⇒ Nem vettem kocsit) – az igenlő mondatban samochód (kocsi) tárgyesetben van (azonos az alanyesettel), de a tagadó mondatban birtokos esetben lesz.

De: Mieszkam w Warszawie ⇒ Nie mieszkam w Warszawie / Mieszkam nie w Warszawie, lecz w Poznaniu (Varsóban élek ⇒ Nem élek Varsóban / Nem Varsóban élek, hanem Poznańban) – az igenlő mondatban Warszawa (Varsó) helyhatározó esetben van és így marad a tagadó mondatban is.
- A részeltető meghatározása. Pl. a mondat: Poproszę chleb (Kérem a kenyeret) , vagyis Az egész cipót kérem, viszont Poproszę chleba – Kérek (csak néhány szeletet) a kenyérből, az indoeurópai nyelvekhez hasonlóan. (A finn és a latin nyelvekben viszont a partitivus játszik hasonló szerepet.)
- Ha egy főnév az „5” vagy nagyobb számnévvel párosul (a határozatlanok szintén, ahogy wiele, kilka /sok, néhány/), a számnév alanyesetben van, a főnév birtokos esetben lesz. Ha pedig a számnév más esetben van, a főnév ugyanolyanban lesz. Pl.: Na przystanku stoi pięć osób (A megállóban öt ember áll; pięć – A., osób – B.). De: Wsiadłem do autobusu z pięcioma osobami (Öt emberrel szálltam fel a buszra; mindkét szó eszközhatározó esetben – a szláv nyelvekben megszokott módon). (Lásd eszközhatározó eset)

##### Részes eset
A komu? czemu? (kinek? minek?) kérdésre válaszoló részeshatározót jelent. A magyar nyelvben általában a -nak/-nek toldaléknak felel meg – a birtokos szerkezeten kívül, amely birtokos esetet követel.

##### Tárgyeset
A kogo? co? (kit? mit?) kérdésre válaszol. Általában közvetlen tárgyat jelent és a magyar tárgyesetnek felel meg (a -t ragnak). Az élettelen egyes szám hímnemű főneveknek és személytelen többes számú hímnemű főneveknek az alanyesete és tárgyesete azonos alakú, ami azt okozza, hogy a Samochód wyprzedził motocykl vagy Psy gonią koty mondatok nem egyértelműek (a kocsi megelőzte a motorbiciklit, vagy a motorbicikli – a kocsit? A kutyák kergetik a macskákat, vagy a macskák – a kutyákat?). Ilyenkor jobb a szenvedő alakot használni. Néha használják azt a szabályt, hogy két főnév közül a mondatban az első – alany, a második – tárgy. (Az angolban és az újlatin nyelvekben is ez a szórend.)

##### Eszközhatározó eset
A kim? czym? (kivel? mivel?) kérdésre válaszol és a magyar nyelvben általában a -val/-vel ragnak felel meg. Akkor használjuk, ha a következőket akarjuk kifejezni:
- milyen „eszközt” használ fel az alany (latin instrumentalis: Jadę samochodem. – Kocsival megyek. Piszemy tylko czarnym długopisem. – Csak fekete tollal írunk),
- kinek / minek a „társaságában” hajtja végre az alany a mondatban leírt cselekvést (latin comitativus) – hozzáadva a z/ze elöljárószót (Idę z kolegą. – A barátommal megyek. Wyjąłem portfel z pieniędzmi. – Kivettem a tárcát a pénzzel.)
- azt a tulajdonságot, amely jellemzi a tárgyat (samochód z czterema kołami, widelec z białą rączką, dom ze stromym dachem – négykerekű autó, fehér nyelű villa, meredek tetejű ház). Itt a helyhatározó eset az o elöljárószóval is használható (samochód o czterech kołach, widelec o białej rączce, dom o stromym dachu) – ennek a szerkezetnek a magyar -ú/-ű toldalék felel meg.

Néha az eszközhatározó eset közvetlen tárgyat jelent (np. rządzić krajem, zajmować się polityką – országot kormányoz, politikával foglalkozik).
A lengyel nyelvben főnévi állítmány esetén is használjuk az eszközhatározó esetet, amikor főnevet kapcsolunk össze a być (van) vagy zostać (lett) igékkel. A magyar nyelvben 3. személyben a van ige eltűnik, a lengyelben ekkor is kitesszük. (Owca jest zwierzęciem hodowlanym – A juh tenyészállat. Skończyli politechnikę i zostali inżynierami – Elvégezték műegyetemet és mérnökök lettek. Jesteś jej bratem? – Te az ő bátyja/öccse vagy? Jak dorośniecie, zostaniecie strażakami. – Amikor felnőttök, tűzoltók lesztek). A létige + főnév egyszerűbb alternatívája a to névmás + főnév alak. De ekkor a főnév alanyesetben marad: Owca to zwierzę hodowlane.

##### Helyhatározó eset
Az o kim? o czym? (kiről? miről?) vagy w / na kim? w / na czym? (kiben/kin? miben/min?) kérdésre válaszol. Mindig elöljárószavakkal párosul. Akkor használjuk, amikor:
- beszélünk valakiről / valamiről (Myślę o tobie. To jest piosenka o miłości. – Gondolok rád /szó szerint – rólad/. Ez a dal a szerelemről szól) – a magyar nyelvben a -ról/-ről rag felel meg ennek;
- meghatározzuk a helyet, amelyen a konkrét tárgy van – de csak a w, na, przy elöljárószavakkal párosítva; a magyar megfelelő toldalékok -ban/-ben, -n, -nál/-nél. A w, na elöljárószavak követelik a helyhatározó esetet csak a statikus helyzetben (jest w szafie, na stole /a szekrényben, az asztalon van/; de wbij gwóźdź w szafę, połóż ołówek na stół /verd a szöget a szekrénybe, tedd a ceruzát az asztalra/ – a tárgyak tárgyesetben vannak); viszont a przy elöljárószó – mind statikus, mind dinamikus helyzetben (jest przy książce – połóż to przy książce = a könyvnél / könyv mellett van – a könyv mellé tedd).
- meghatározzuk egy tárgy tulajdonságát – hozzáadjuk az o elöljárószót (samochód o czterech kołach, widelec o białej rączce, dom o stromym dachu – négy kerekű autó, fehér nyelű villa, meredek tetejű ház). Ennek a ragnak a magyar -ú/-ű rag felel meg. Itt szintén az eszközhatározó szót használhatjuk a z elöljárószóval (samochód z czterema kołami, widelec z białą rączką, dom ze stromym dachem). (A Dach németül is tető.)

##### Megszólító eset
Nem válaszol semmilyen kérdésre. Nincs minden szláv nyelvben (pl. az oroszban sincs). Akkor használjuk, amikor hívunk valamit / valakit vagy valakihez/valamihez fordulunk. Pl. Panie profesorze (Professzor úr) – O Boże! (Istenem!) – Litwo, ojczyzno moja (Litvánia, szülőhazám! (Mickiewicz); a levélben Szanowny Panie Dyrektorze (Tisztelt Igazgató Úr), Droga Haniu (Kedves Hania). A megszólító esetet használjuk, ha valakit meg akarunk sérteni, pl: Ty durniu! (Te bolond!) – Jak jeździsz, baranie?! (Hogyan vezetsz, te hülye?!) – Rusz się, człowieku! (Mozogj, ember!).
A kötetlen, fesztelen helyzetekben a megszólító esetet egyre gyakrabban az alanyeset helyettesíti: a lengyelek (különösen a fiatalok) azt mondják inkább, hogy Marek, chodź do nas! /Marek, gyere hozzánk!/, mint Marku, chodź do nas).

#### Nem
A főnév általában három nemben (rodzaj) lehet: hím-, nő- és semleges nemben (rodzaj męski, żeński i nijaki). Ráadásul, az egyes számú, hímnemű főnevek ragozása attól függ, hogy a főnév élő-e (embert vagy állatot határoz meg) vagy élettelen (növényt vagy tárgyat); a többes számú, hímnemű főnevek ragozása pedig attól, hogy embert határoz-e vagy nem embert. Ez az utolsó helyzet az igékre is vonatkozik, azért a lengyel nyelvben többes számban inkább a hímnemű személyi alakot (rodzaj męskoosobowy) és általános alakot (rodzaj niemęskoosobowy) különböztetjük meg, nem a hím-, nő- és semleges nemet. A leírt tények vonatkoznak a különbségekre tárgyesetben is – azokat lásd lejjebb.
Meghatározott szófajok egyeztetik a ragot a főnév nemével – ezért nem mondhatjuk, hogy a főnév hímnemben ragozódik, hanem hogy valami hímnemben van (pl. pies – kutya – csak és kizárólag hímnemű, többes számban pedig – általános alakú); viszont pl. melléknévről mondhatjuk, hogy ragozódik nemekben: pies – duży (nagy), krowa (tehén) – duża.
A nőnemű főnevek rendszerint -a-val (matka, teczka, wiśnia, krowa – anyu, táska, meggy, tehén), -i-vel (gospodyni – háziasszony) vagy -ść-csel (miłość, zazdrość, nienawiść, treść, część, kość – szerelem, irigység, utálat, tartalom, rész, csont) végződnek, a semleges nemű főnevek pedig – -o-val (dziecko, żądło, pióro, płuco, drzewo – gyerek, fullánk, toll, tüdő, fa), -e/-ę-vel (cielę, źrebię, życie, zdanie, serce, pole – borjú, csikó, élet, mondat, szív, (szántó)föld), -um-mal az idegen eredetűek – (centrum, liceum, muzeum).
A mássalhangzóval végződő főnevek (-ść-en kívül) általában hímneműek. Sok (görög eredetű) hímnemű főnév végződik -a-val (poeta, artysta, sędzia, satelita – költő, művész, bíró, (mellék)bolygó – és ráadásul némelyek nőnemű főnévként is ragozódnak), -ę-vel (książę – fejedelem, herceg), -o-val (általában a becézések – dziadzio, Jasio – nagypapa, Jancsi), vagy még -ść-csel (teść, gość, liść – após, vendég, falevél) is végződik. Sok nőnemű főnév viszont másféle mássalhangzóval végződik mint a -ść – rendszerint egy szótagúak (krew, mysz, toń, szadź, brew, skroń – vér, egér, örvény /mélység/, zúzmara, szemöldök, halánték).

#### A főnévragozás példái
Vastag betűvel a ragok, normál betűvel pedig a tövek vannak megjelölve. Az alábbi táblázatok nem minden ragozási mintát mutatnak meg – összesen majdnem 150 van.
A ragozás példái:
- Hímnem

| eset        | úr      | író       | ötvös      | hős        | (városi) polgár | Ferike    | rák (állat) | kígyó  | levél    | vessző      | asztal  | oszlop  |
| egyes szám  |         |           |            |            |                 |           |             |        |          |             |         |         |
| A           | pan     | pisarz    | złotnik    | bohater    | mieszczanin     | Franio    | rak         | wąż    | liść     | przecinek   | stół    | słup    |
| B           | pana    | pisarza   | złotnika   | bohatera   | mieszczanina    | Frania    | raka        | węża   | liścia   | przecinka   | stołu   | słupa   |
| R           | panu    | pisarzowi | złotnikowi | bohaterowi | mieszczaninowi  | Franiowi  | rakowi      | wężowi | liściowi | przecinkowi | stołowi | słupowi |
| T           | pana    | pisarza   | złotnika   | bohatera   | mieszczanina    | Frania    | raka        | węża   | liść     | przecinek   | stół    | słup    |
| E           | panem   | pisarzem  | złotnikiem | bohaterem  | mieszczaninem   | Franiem   | rakiem      | wężem  | liściem  | przecinkiem | stołem  | słupem  |
| H           | panu    | pisarzu   | złotniku   | bohaterze  | mieszczaninie   | Franiu    | raku        | wężu   | liściu   | przecinku   | stole   | słupie  |
| M           | panie   | pisarzu   | złotniku   | bohaterze  | mieszczaninie   | Franiu    | raku        | wężu   | liściu   | przecinku   | stole   | słupie  |
| többes szám |         |           |            |            |                 |           |             |        |          |             |         |         |
| A           | panowie | pisarze   | złotnicy   | bohaterzy  | mieszczanie     | Franiowie | raki        | węże   | liście   | przecinki   | stoły   | słupy   |
| B           | panów   | pisarzy   | złotników  | bohaterów  | mieszczan       | Franiów   | raków       | węży   | liści    | przecinków  | stołów  | słupów  |
| R           | panom   | pisarzom  | złotnikom  | bohaterom  | mieszczanom     | Franiom   | rakom       | wężom  | liściom  | przecinkom  | stołom  | słupom  |
| T           | panów   | pisarzy   | złotników  | bohaterów  | mieszczan       | Franiów   | raków       | węży   | liście   | przecinki   | stoły   | słupy   |
| E           | panami  | pisarzami | złotnikami | bohaterami | mieszczanami    | Franiami  | rakami      | wężami | liściami | przecinkami | stołami | słupami |
| H           | panach  | pisarzach | złotnikach | bohaterach | mieszczanach    | Franiach  | rakach      | wężach | liściach | przecinkach | stołach | słupach |
| M           | panowie | pisarze   | złotnicy   | bohaterzy  | mieszczanie     | Franiowie | raki        | węże   | liście   | przecinki   | stoły   | słupy   |

- Nőnem

| eset        | vasárnap    | rózsa  | víz    | anya    | akadémia   | éjszaka | háziasszony  | nő        | csont    | egér    |
| egyes szám  |             |        |        |         |            |         |              |           |          |         |
| A           | niedziela   | róża   | woda   | matka   | akademia   | noc     | gospodyni    | kobieta   | kość     | mysz    |
| B           | niedzieli   | róży   | wody   | matki   | akademii   | nocy    | gospodyni    | kobiety   | kości    | myszy   |
| R           | niedzieli   | róży   | wodzie | matce   | akademii   | nocy    | gospodyni    | kobiecie  | kości    | myszy   |
| T           | niedzielę   | różę   | wodę   | matkę   | akademię   | noc     | gospodynię   | kobietę   | kość     | mysz    |
| E           | niedzielą   | różą   | wodą   | matką   | akademią   | nocą    | gospodynią   | kobietą   | kością   | myszą   |
| H           | niedzieli   | róży   | wodzie | matce   | akademii   | nocy    | gospodyni    | kobiecie  | kości    | myszy   |
| M           | niedzielo   | różo   | wodo   | matko   | akademio   | nocy    | gospodyni    | kobieto   | kośći    | myszy   |
| többes szám |             |        |        |         |            |         |              |           |          |         |
| A           | niedziele   | róże   | wody   | matki   | akademie   | noce    | gospodynie   | kobiety   | kości    | myszy   |
| B           | niedziel    | róż    | wód    | matek   | akademii   | nocy    | gospodyń     | kobiet    | kości    | myszy   |
| R           | niedzielom  | różom  | wodom  | matkom  | akademiom  | nocom   | gospodyniom  | kobietom  | kościom  | myszom  |
| T           | niedziele   | róże   | wody   | matki   | akademie   | noce    | gospodynie   | kobiety   | kości    | myszy   |
| E           | niedzielami | różami | wodami | matkami | akademiami | nocami  | gospodyniami | kobietami | kościami | myszami |
| H           | niedzielach | różach | wodach | matkach | akademiach | nocach  | gospodyniach | kobietach | kościach | myszach |
| M           | niedziele   | róże   | wody   | matki   | akademie   | noce    | gospodynie   | kobiety   | kości    | myszy   |

- Semleges nem

| eset        | nap (csillag) | tüdő    | tó        | madárfióka | feladat   | múzeum  |
| egyes szám  |               |         |           |            |           |         |
| A           | słońce        | płuco   | jezioro   | pisklę     | zadanie   | muzeum  |
| B           | słońca        | płuca   | jeziora   | pisklęcia  | zadania   | muzeum  |
| R           | słońcu        | płucu   | jezioru   | pisklęciu  | zadaniu   | muzeum  |
| T           | słońce        | płuco   | jezioro   | pisklę     | zadanie   | muzeum  |
| E           | słońcem       | płucem  | jeziorem  | pisklęciem | zadaniem  | muzeum  |
| H           | słońcu        | płucu   | jeziorze  | pisklęciu  | zadaniu   | muzeum  |
| M           | słońce        | płuco   | jezioro   | pisklę     | zadanie   | muzeum  |
| többes szám |               |         |           |            |           |         |
| A           | słońca        | płuca   | jeziora   | pisklęta   | zadania   | muzea   |
| B           | słońc         | płuc    | jezior    | piskląt    | zadań     | muzeów  |
| R           | słońcom       | płucom  | jeziorom  | pisklętom  | zadaniom  | muzeom  |
| T           | słońca        | płuca   | jeziora   | pisklęta   | zadania   | muzea   |
| E           | słońcami      | płucami | jeziorami | pisklętami | zadaniami | muzeami |
| H           | słońcach      | płucach | jeziorach | pisklętach | zadaniach | muzeach |
| M           | słońca        | płuca   | jeziora   | pisklęta   | zadania   | muzea   |

Látható különbségek a tövekben:
- a régi időmértékből következnek: ą ⇔ ę (ręka – rąk /kéz/, wąż – węże), o ⇔ ó (woda – wód, stół – stołu),
- az utolsó mássalhangzó a történelmi lágyságból következnek: r ⇒ rz (bohater – bohaterze), ł ⇒ l (stół – stole), k ⇒ c (złotnik – złotnicy),
- ebben a magánhangzók kiesnek vagy feltűnnek (przecinek – przecinka, matka – matek).
- az -in-nel végződő, hímnemű főnevek elveszítik ezt a részt többes számban.

A lengyel nyelvben majdnem minden szótő mássalhangzóval végződik. A kivételek – a cielę, pisklę, ramię (borjú, madárfióka, váll) tipusú szavak. Itt a tő – az egész szó; a ragozásban megkapja az utólagos lágy [t͡ɕ] vagy [ɲ] mássalhangzót (írásban: ci, ni) egyes számban, illetve t, n (azęmagánhangzók cseréje ⇒ ą / o-ra) többes számban.

#### Aza-val végződő hímnemű főnevek
Az ilyen főnevek (pl. kierowca – vezető) egyes számban úgy ragozódnak, mint nőneműek, többes számban pedig – mint hímneműek. Pl. kierowca és dowódca (parancsnok) egyes számban úgy ragozódik, mint a róża (lásd a táblát), viszont többes számban – mint złotnik. A włóczęga (csavargó) egyes számban úgy ragozódik, mint a matka, többes számban pedig – mint a rak. Az atleta és poeta (költő) egyes számban úgy ragozódnak, mint a kobieta, többes számban – mint a złotnik. A wojewoda úgy ragozódik egyes számban, mint a woda, viszont többes számban – mint a pan.
A legérdekesebb példa – mężczyzna (férfi). Annak ellenére, hogy nincs „férfiasabb” főnév, ez majdnem pontosan úgy ragozódik, mint a kobieta (nő), azzal a különbséggel, hogy a megszólító esetben elveszti az -i ragot (ami a tő lágyságával kapcsolatos), a többes számú tárgyeset ragja pedig ugyanaz, mint a birtokos eseté (ami szabály a hímnemű személyt jelölő – męskoosobowe – főnevekre).

#### Aręka, oko, uchofőnevek
A ręka, oko, ucho (kéz, szem, fül) szavak ragozása megőrizte a régi kettős szám maradványait:
| eset | eset | A    | B    | R     | T    | E               | H      | M           |
| kéz  | ESz. | ręka | ręki | ręce  | rękę | ręką            | ręce   | ręko        |
| kéz  | TSz. | ręce | rąk  | rękom | ręce | rękoma / rękami | rękach | ręce / ręku |
| szem | ESz. | oko  | oka  | oku   | oko  | okiem           | oku    | oko         |
| szem | TSz. | oczy | oczu | oczom | oczy | oczyma / oczami | oczach | oczy        |
| fül  | ESz. | ucho | ucha | uchu  | ucho | uchem           | uchu   | ucho        |
| fül  | TSz. | uszy | uszu | uszom | uszy | uszyma / uszami | uszach | uszy        |

A ragozási minták szerint a ręka szó alanyesetének ręki kellene lennie (mint łąki – mezők), nem pedig ręce. Hasonlóan, oczy helyett oka kellene lennie (mint pudełka – dobozok), viszont uszy helyett – ucha (mint echa – visszhangok). De ha a korsó füléről vagy a háló szeméről beszélünk – a ragozás már a mintával egyező (oka, ucha – ok, uch – okom, uchom – oka, ucha – okami, uchami – (o) okach, (o) uchach).

#### Arok, człowiekfőnevek
A rok (év) szó egyes számban így ragozódik: A: rok – B. roku – R. rokowi – T. rok – E. rokiem – H. roku – M. roku. De ennek a szónak nincs többes száma – ennek a szerepét a lato szó játssza, amely egyes számban azt jelenti, hogy nyár és úgy ragozódik mint a płuco (lásd a táblát).
Hasonló helyzet van az orosz nyelvben: год – 2, 3, 4 года – 5, 6... лет – de ha nincs számnév, akkor ezt mondjuk, hogy годы, nem лета, lengyelül viszont soha nem mondjuk, hogy roki.
A człowiek (ember) szó egyes számban úgy ragozódik, mint a pisarz (lásd a táblát). Itt szintén nincs többes száma – ennek a szerepét a ludzie szó játssza, amelynek viszont nincs egyes száma, és így ragozódik: A. ludzie – B. ludzi – R. ludziach – T. ludzi – E. ludźmi – H. ludziach – M. ludzie.
Hasonló a helyzet a többi szláv nyelvben is: bolgár човек – хора (души), cseh člověk – lidé, orosz человек – люди, szerb човек – људи (lásd szuppletivizmus)

#### A melléknévi ragozású főnevek
Vannak olyan főnevek, amelyek úgy néznek ki és úgy ragozódnak mint melléknevek, ezért A melléknevek ragozása példái című alfejezetben levő tábla szerint ragozandóak. Pl. leśniczy (erdész) úgy ragozódik, mint a czarny, a królowa (királyné) – mint czarna, podskarbi – mint wysoki; czesne, wpisowe (tandíj, beiratkozási díj) – mint czarne (semleges nem, de csak egyes számban: ezeknek a szavaknak nincs többes számuk). Pedig a sędzia, hrabia (bíró, gróf) főnevek többes számban úgy ragozódnak, mint a wojewoda, de egyes számban – részben, mint a wojewoda, részben viszont, mint a wysoki melléknév (A. sędzia – B. sędziego – R. sędziemu – T. sędziego – E. sędzim – H. sędzim – M. sędzio).

#### A melléknevek ragozási példái
A melléknév esetben meg nemben ragozódik. Egyes számban megkülönböztetjük: a hím-, nő- és semleges nemet, többes számban pedig – a hímnemű személyi alakú melléknevet (lengyelül: rodzaj męskoosobowy, csak hímnemű személyekre vonatkozik) és általános alakú mellékneveket (lengyelül: rodzaj niemęskoosobowy, többi melléknévre vonatkozik).
Általában érvényes a szabály, hogy a nők csoportját leíró többes számú melléknév az általános alakú melléknevek ragozási mintája szerint ragozódik; de ha a csoportban legalább egy férfi van, ez a melléknév a hímnemű személyi alakú melléknevek ragozási mintája szerint ragozódik (pl. wysokie studentki – magas diáklányok – csupa nők csoportját jelent, de wysocy studenci – magas diákok – férfiak csoportját vagy vegyes csoportot).
A ragozása példái:
| eset   | egyes szám  | egyes szám        | egyes szám | egyes szám   | többes szám           | többes szám    |
| eset   | hímnemű élő | hímnemű élettelen | nőnem      | semleges nem | hímnemű személyi alak | általános alak |
| fekete |             |                   |            |              |                       |                |
| A      | czarny      | czarny            | czarna     | czarne       | czarni                | czarne         |
| B      | czarnego    | czarnego          | czarnej    | czarnego     | czarnych              | czarnych       |
| R      | czarnemu    | czarnemu          | czarnej    | czarnemu     | czarnym               | czarnym        |
| T      | czarnego    | czarny            | czarną     | czarne       | czarnych              | czarne         |
| E      | czarnym     | czarnym           | czarną     | czarnym      | czarnymi              | czarnymi       |
| H      | czarnym     | czarnym           | czarnej    | czarnym      | czarnych              | czarnych       |
| M      | czarny      | czarny            | czarna     | czarne       | czarni                | czarne         |
| magas  |             |                   |            |              |                       |                |
| A      | wysoki      | wysoki            | wysoka     | wysokie      | wysocy                | wysokiee       |
| B      | wysokiego   | wysokiego         | wysokiej   | wysokiego    | wysokich              | wysokich       |
| R      | wysokiemu   | wysokiemu         | wysokiej   | wysokiemu    | wysokim               | wysokim        |
| T      | wysokiego   | wysoki            | wysoką     | wysokie      | wysokiich             | wysokie        |
| E      | wysokim     | wysokiim          | wysoką     | wysokim      | wysokimi              | wysokimi       |
| H      | wysokim     | wysokim           | wysokiej   | wysokim      | wysokich              | wysokich       |
| M      | wysoki      | wysoki            | wysoka     | wysokie      | wysocy                | wysokiee       |

#### Összehasonlítás és melléknevek fokozása
- Egyszerű fokozás – a középfokot a -szy/-sza/-sze toldalék segítségével alkotjuk (esetleg a megfelelő segédmagánhangzóval vagy a mássalhangzók cseréjével), a felsőfokot pedig – a -naj prefixum segítségével.

ładny (szép) – ładniejszy – najładniejszy
szybki (gyors) – szybszy – najszybszy
wesoły (vidám) – weselszy – najweselszy
długi (hosszú) – dłuższy – najdłuższy
Sok melléknevet rendhagyó módon kell fokozni:
dobry (jó) – lepszy – najlepszy
zły (rossz) – gorszy – najgorszy
mały (kis) – mniejszy – najmniejszy
duży / wielki (nagy) – większy – największy
wysoki (magas) – wyższy – najwyższy
niski (alacsony) – niższy – najniższy
- Leíró fokozás – ha a melléknév nem fokozható egyszerű módon, a középfokot a bardziej (inkább), a felsőfokot pedig – najbardziej (még inkább) határozószó segítségével képezzük. Ez főként hosszú melléknevekre vonatkozik (pl. interesujący – érdekes), de nemcsak (pl. krzywy – görbe – csak leíró módon fokozható). Ha a melléknév egyszerű módon fokozható, a leíró fokozás helytelen (pl. nem mondjuk, hogy bardziej szybki, mert mondhatjuk, hogy szybszy).

Összehasonlítva, használhatjuk a niż (mint) kötőszót vagy az od elöljárószót. Az első lehetőség a főnevet alanyesetben igényli (pl.: Stół jest większy niż krzesło – Az asztal nagyobb, mint a szék), a második – birtokos esetben (ez megfelel a magyar -nál, -nél ragnak – pl.: Stół jest większy od krzesła – Az asztal nagyobb a széknél).

#### Családnevek
A családnevek – főnevek, de a ragozásuk sajátságos. Általános szabály, hogy a többes számú családnevek, amelyek nők csoportját írják le, az általános alakú (rodzaj niemęskoosobowy) szavak (főnevek vagy melléknevek) ragozási mintái szerint ragozódnak, de ha a csoportban legalább egy férfi van – a hímnemű személyi alakú (rodzaj męskoosobowy) szavak mintái szerint.
- A -ski/-ska, -cki/-cka, -dzki/-dzka ragokkal végződő családnevek (Słowacki, Siemiradzki, Wyspiański) úgy ragozódnak, mint a melléknevek (lásd tábla – férfiakat illetően, egyes számban az élő főnév ragjai, többes számban – a hímnemű személyragok érvényesek).[17]

A családneveknek, ahogy látható, két verziójuk van: férfi és női. Ez szokásos a szláv országokban, de Nyugaton nem. Ezért ott a Jan Kowalski és Anna Kowalska házaspárt a számítógéprendszer két egymás számára idegen embernek tarthatja. Emiatt az ilyen családnevű lengyel nők, akik a férjükkel együtt telepednek le Nyugaton, gyakran használják a -ki hímnemű ragot (pl. amikor új állampolgárságot akarnak szerezni).
- A mássalhangzóval végződő férfi családnevek egyes számban úgy ragozódnak mint élő főnevek (pl. pisarz vagy bohater – az utolsó tő mássalhangzójától függően). Többes számban ezek a családnevek a pan főnév ragjait használják.[18] Az ilyen tipusú női családnevek nem ragozódnak. Ehelyett a családnévvel párosult szó ragozandó, ahogy az udvariassági kifejezés (pl. pani – asszony) vagy név (Dyrektorem mianowano Annę Cieślik – Widziałem panią Cieślik przed chwilą – Jedziemy do Rzymu z siostrami Cieślik. – Igazgatóvá Anna Cieśliket nevezték ki. – Cieślik asszonyt egy pillanattal ezelőtt láttam. – Rómába a Cieślik nővérekkel megyünk.)
- Az -a-val végződő férfi családnevek (Putka, Wajda) úgy ragozódnak, mint a nőnemű főnevek (pl. woda lub matka, a tő utolsó mássalhangzójától függően), viszont az -o-val végződő családnevek (Fredro, Kościuszko) – úgy, mintha -a-val végződnének.[19]

Többes számban ezek a családnevek a pan főnév ragjait veszik fel (ragozásuk, mint a Sienkiewicz családnévé). Az ilyen típusú női családnevek nem ragozódnak – mint fent, a ragozandó családnévvel párosult szó.
- Az -y-nal végződő (idegen származású) férfi családnevek (Ferency, Batory) melléknévként ragozódnak (pl. czarny – lásd tábla), de többes szám alanyesetben és megszólító módban nem ragozódnak (Stefan Batory – bracia Batory – braci Batorych /Batory testvérek/). Az ilyen típusú női családnevek nem ragozódnak.
- Az -e-vel végződő (idegen származású is) férfi családnevek (Krauze, Linde) úgy ragozódnak egyes számban, mint az -y-nal végződőek, de eszközhatározó, helyhatározó és megszólító esetekben a ragban levő y e-vé válik (Krauzem). Mivel ezek a családnevek idegen származásúak, többes számban mind a férfi, mind a női alakúak nem ragozódnak – mint fent, a ragozandó családnévvel párosult szó (siostry Linde – braciom Linde – z małżeństwem Linde /Linde nővérek – Linde testvéreknek – Linde házaspárral/).
- Az -owa-val végződő női családnevek (pl. Nowakowa) úgy ragozódnak, mint a nőnemű melléknevek (pl. czarna). Régen ez volt a toldalék, amit az asszony hozzákapcsolt a férjének mássalhangzóval végződő családnevéhez – Nowak – a magyar -né-hez hasonlóan. Viszont az -ówna-val végződő családnevek (pl. Nowakówna) úgy ragozódnak, mint a kobieta főnév. Régen ez volt az a toldalék, amit a lány az apjának mássalhangzóval végződő családnevéhez csatolt.
- Ha a férfi családnév azonos egy közönséges főnévvel, egyes számban úgy ragozódik, mint a főnév, de többes számban – mindig elfogadja a pan főnév ragjait (emlékezzünk, hogy a női családnév nem ragozódik semmilyen számban). Pl.: Gołąb (galamb) – bracia Gołębiowie /Gołąb testvérek/ – siostry Gołąb /Gołąb nővérek/; Pióro (toll) – państwo Piórowie /Pióro házaspár/ – bliźniaczki Pióro /Pióro ikernővérek/.

Ha pedig a férfi családnév azonos egy közönséges melléknévvel, úgy ragozódik, mint a melléknév, de többes számú alanyesetben és megszólító esetben megőrzi az egyes számú alakot – ezért a meghatározó szót hozzá kell adni, mint pl. bracia, państwo (testvérek, házaspár) stb. (Andrzej Biały – Andrzeja Białego; bracia Biały – z braćmi Białymi; państwo Biały – z państwem Biały). Az ilyen típusú női családnevek nem ragozódnak, sőt nők is viselhetnek férfi alakú családnevet (Anna Biały, nem Biała) – hacsak ők maguk nem döntenek másképpen.

### Névmás

#### Személyes névmás(zaimek osobowy)
| eset | én   | te         | ő       | ő    | mi   | ti   | ők   | ők   |
| A.   | ja   | ty         | on, ono | ona  | my   | wy   | oni  | one  |
| B.   | mnie | cię/ciebie | go/jego | jej  | nas  | was  | ich  | ich  |
| R.   | mnie | ci/tobie   | mu/jemu | jej  | nam  | wam  | im   | im   |
| T.   | mnie | cię/ciebie | go/jego | ją   | nas  | was  | ich  | je   |
| E.   | mną  | tobą       | nim     | nią  | nami | wami | nimi | nimi |
| H.   | mnie | tobie      | nim     | niej | nas  | was  | nich | nich |
| M.   | -    | ty         | -       | -    | -    | wy   | -    | -    |

A perjellel elválasztott alakok közül, az első – gyenge alak, a második – erős. Az erős alakot akkor használjuk, amikor hangsúlyozzuk a névmást. Pl. Widziałem cię egyszerűen azt jelenti, hogy Láttalak, de Widziałem ciebie – ‘’Téged láttalak: a beszélő hangsúlyozza, hogy téged látott, nem őt. Ezt úgy is kifejezhetjük, hogy a névmást az ige elé helyezzük (Ciebie widziałem) – és mivel ilyen az átrendezés kizárólag hangsúlyozást jelent, nem szabad azt mondani *Cię widziałem. Az erős alakot akkor is használjuk, ha a névmás előtt elöljárószó áll, pl. Mówię do ciebie /Hozzád beszélek/ (nem *mówię do cię). Sőt, ha az elöljárószó áll az i / j hangzóval kezdődő névmások előtt, azt a hangzót ni-vel helyettesítenünk kell, pl. Poszedłem do niego / do nich (Hozzá / hozzájuk mentem) – a do elöljárószó birtokos esetű főnevet követel. De nem szabad azt mondani, hogy *poszedłem do jego / do ich, és annál is kevésbé azt, hogy *do go.
Udvariassági alakok:
- egyes számban: Pan (férfiakhoz), Pani (nőkhöz),
- többes számban: Panowie (férfiak csoportjához), Panie (nők csoportjához), Państwo (vegyes csoporthoz). De ha ez az utolsó alak megszólító esetben lesz, csak melléknévvel használjuk (pl. Drodzy Państwo – Kedves Hölgyeim és Uraim); ha nincs melléknév, úgy kell mondani, hogy Panie i Panowie.

#### Birtokos névmás
Amint az indoeurópai nyelvek többségében, a birtoklást kifejezhetjük a „birtokolt” tárggyal párosult birtokos névmással (zaimek dzierżawczy; más módszer – a „birtokolt” tárgy + „birtokló” tárgy birtokos esetben).
Egy birtokolt tárgy:
| magyar birtokos ragok                  | hímnem          | nőnem           | semleges nem    |
| -m/-am/-om/-em/-öm                     | mój             | moja            | moje            |
| -d/-ad/-od/-ed/-öd                     | twój            | twoja           | twoje           |
| -a/-ja/-e/-je                          | jego/ jej/ jego | jego/ jej/ jego | jego/ jej/ jego |
| -nk/-unk/-ünk                          | nasz            | nasza           | nasze           |
| -tok/-tek/-tök/-otok/-atok/-etek/-ötök | wasz            | wasza           | wasze           |
| -uk/-ük/-juk/-jük                      | ich             | ich             | ich             |

Több birtokolt tárgy:
| magyar birtokos ragok                     | hímnemű személyi alak (rodzaj męskoosobowy) | általános alak (rodzaj niemęskoosobowy) |
| -im/-aim/-eim/-jaim/-jeim                 | moi                                         | moje                                    |
| -id/-aid/-eid/-jaid/-jeid                 | twoi                                        | twoje                                   |
| -i/-ai/-ei/-jai/-jei                      | jego/ jej                                   | jego/ jej                               |
| -ink/-aink/-eink/-jaink/-jeink            | nasi                                        | nasze                                   |
| -itok/-itek/-aitok/-eitek/-jaitok/-jeitek | wasi                                        | wasze                                   |
| -ik/-aik/-eik/-jaik/-jeik                 | ich                                         | ich                                     |

Ahogy látható, mindkét szám 3. személyben megkülönböztetjük a „birtokló” tárgy nyelvtani nemét (egyes számban a „birtokló” tárgy hímnemű, nőnemű és semleges nemű, többes számban – hím- vagy semleges nemű meg nőnemű).
A birtokos névmás úgy ragozódik, mint a melléknév (mój – mojego – mojemu... – mint wysoki – wysokiego – wysokiemu...). Az esetének egyeznie kell a „birtokolt” tárgyéval, de emlékezni kell arra, hogy ha a melléknév toldaléka hozzácsatolása következtében a -ji- csoport alakulna ki, az -i--vel, azt helyettesíteni kell – pl. moje (tsz.) ⇒ moich, nem *mojich (mint pl. a csehben).
Meg is kell különböztetni a jego (egyes sz., B. és T.), jej (egyes sz., B. és E.) meg ich (többes sz., B. és T.) személyes névmásokat az azonosan szóló birtokos névmásoktól. A névmásokhoz nem csatoljuk hozzá az n hangzót, ha a névmás i / j-vel (vagy jottal?) kezdődik – tehát pl. Poszedłem do niego (Hozzá mentem) – Poszedłem do jego domu (Az ő házába mentem).
Ha a „birtokolt” tárgy az alany tulajdona (az alany a „birtokos”), a swój / swoja / swoje (egyes szám, hím-, nő-, semleges nem) illetve swoi / swoje (többes szám, hímnemű személyi alak, általános alak) névmásokat használjuk. Ennek a névmásnak a magyar nyelvben gyakran a saját szó felel meg, de a lengyel nyelvben ezt a névmást olyan nyelvtani esetben is használni kell, amelyben van határozott főnév. A mondat Marysia zgubiła swoje klucze ezt jelenti, hogy Mari elvesztette a (saját) kulcsát, mert swoje jelenti, hogy Mari (az alany) a kulcs tulajdonosa. Ebben a helyzetben nem szabad azt mondani, hogy *Marysia zgubiła jej klucze, mert ez jelentené, hogy a kulcs – valaki másnak a tulajdona. Helyesen így lesz: Mama zabroniła wychodzić Marysi z domu, bo Marysia zgubiła jej klucze (Anyu megtiltja Marinak, hogy kimenjen a lakásból, mert Mari elvesztette az anya kulcsát) – vagyis a jej klucze = mamy klucze (anyu kulcsa).

#### Visszaható névmás
A visszaható névmás (zaimek zwrotny) rámutat az alanyra, amely egyidejűleg a cselekvés tárgya. A névmás nyelvtani esete függ az állítmánytól (az igevonzatra kényszerített).
| A. | -            |
| B. | siebie       |
| R. | sobie        |
| T. | się / siebie |
| E. | sobą         |
| H. | sobie        |
| M. | -            |

A magyar nyelvben ennek megfelelnek a maga és egymás névmások. Pl. opowiadam o sobie – beszélek magamról. De az opowiadamy o sobiet úgy érthetjük, mint: beszélünk magunkról és beszélünk egymásról – hogy pontosítsuk, legjobb azt mondani, hogy opowiadamy o samych sobie (magunkról) vagy opowiadamy o sobie nawzajem (egymásról).
Mégsem mindig alkaimazhatjuk a visszaható névmást közvetlenül, mert a magyar nyelvben létezik a birtokos rag. Złamał sobie rękę azt jelenti, hogy eltörte a kezét – nem mondjuk, hogy *eltörte magának a kezet, ámbár szó szerint ez pont így szól. A lengyel pedig nem mondja úgy, mint a magyar: *złamałem swoją rękę.
A się névmást használjuk a visszaható igenemben (lásd visszaható igenem).

#### Többi névmás
- mutató (zaimek wskazujący: ragozandó, pl. ten/ta/to – ez, tamten/tamta, tamto – az, taki – ilyen/olyan, ci – ezek, tamci – azok, owi – amazok; nem ragozandó, pl. tam – ott, tu – itt, tędy – erre/arra)
- kérdő (zaimek pytający: ragozandó, pl. kto? – ki, co? – mi, jaki? – milyen, który? – melyik, komu? – kinek, czemu? – minek/miért, kogo? – kit; nem ragozandó, pl. gdzie? – hol, kiedy? – mikor, jak? – hogyan)
- vonatkozó (zaimek względny: ragozandó, pl. kto – aki, co – ami, komu – akinek – mindegyik a kérdőjel nélkül; összekapcsolja a főmondatot mellékmondattal)
- határozatlan (zaimek nieokreślony: ragozandó, pl. ktoś – valaki, coś – valami, jakiś – valamilyen, cokolwiek – bármi; nem ragozandó, pl. gdzieś – valahol, kiedyś – valamikor/valaha)
- tagadó (zaimek przeczący: ragozandó, pl. nikt – semmilyen, żaden – semelyik, nic – semmi; nem ragozandó, pl. nigdy – soha, nigdzie – sehol)
- elterjesztő (zaimek upowszechniający: ragozandó, pl. wszyscy – mindenki; nem ragozandó, pl. zawsze – mindig)

A ragozandó névmások ragozódnak mint melléknév és meg kell felelniük a határozott főnévnek. Vigyázni kell a -kolwiek toldalékot tartalmazó névmásokat – ott az a másik rész ragozódik: pl cokolwiek – czegokolwiek – czemukolwiek – czymkolwiek (bármi), nem *cokolwieka – cokolwiekowi.... Hasonlóan jakikolwiek – jakiegokolwiek (bármilyen) stb.

### Ige
A lengyel ige személyben, időben, számban és nemben ragozódik. Az igét a szemlélet, a mód és az igenem is jellemzi. Léteznek melléknévi és határozószói igenevek is, személytelen alakok (ezekben – a főnévi igenév) és igei főnevek. Az ige szótári alakja a főnévi igenév. A klasszikus lengyel nyelvtan 11 igeragozási csoportot (mintát) különböztet meg, ráadásul néhányban – alcsoportot.

#### Jelen idő
A jelen időben (czas teraźniejszy) nem különböztetünk meg nemeket és szemléleteket. A táblában látható ragozási minták szintén használhatóak az egyszerű jövő idő alakításához (ami következik a szemléleti párok sajátosságából – lásd: Szemlélet). A vastag betűvel ragok, a szabályos betűvel pedig tövek meg vannak jelölve (vigyázz a különbségekre tövekben):
| ragozási család | ige        | főnévi igenév | ja       | ty         | on/ona/ono | my         | wy          | oni/one  |
| I               | olvas      | czytać        | czytam   | czytasz    | czyta      | czytamy    | czytacie    | czytają  |
| II              | tud        | umieć         | umiem    | umiesz     | umie       | umiemy     | umiecie     | umieją   |
| III             | butul      | głupieć       | głupieję | głupiejesz | głupieje   | głupiejemy | głupiejecie | głupieją |
| IV              | vásárol    | kupować       | kupuję   | kupujesz   | kupuje     | kupujemy   | kupujecie   | kupują   |
| Va              | von        | ciągnąć       | ciągnę   | ciągniesz  | ciągnie    | ciągniemy  | ciągniecie  | ciągną   |
| Vb              | tol        | sunąć         | sunę     | suniesz    | sunie      | suniemy    | suniecie    | suną     |
| Vc              | nedvesedik | moknąć        | moknę    | mokniesz   | moknie     | mokniemy   | mokniecie   | mokną    |
| VIa             | dicsér     | chwalić       | chwalę   | chwalisz   | chwali     | chwalimy   | chwalicie   | chwalą   |
| VIb             | mér        | mierzyć       | mierzę   | mierzysz   | mierzy     | mierzymy   | mierzycie   | mierzą   |
| VIIa            | szenved    | cierpieć      | cierpię  | cierpisz   | cierpi     | cierpimy   | cierpicie   | cierpią  |
| VIIb            | hall       | słyszeć       | słyszę   | słyszysz   | słyszy     | słyszymy   | słyszycie   | słyszą   |
| VIIIa           | találgat   | zgadywać      | zgaduję  | zgadujesz  | zgaduje    | zgadujemy  | zgadujecie  | zgadują  |
| VIIIb           | csal       | oszukiwać     | oszukuję | oszukujesz | oszukuje   | oszukujemy | oszukujecie | oszukują |
| IX              | köt        | wiązać        | wiążę    | wiążesz    | wiąże      | wiążemy    | wiążecie    | wiążą    |
| Xa              | üt         | bić           | biję     | bijesz     | bije       | bijemy     | bijecie     | biją     |
| Xb              | önt        | lać           | leję     | lejesz     | leje       | lejemy     | lejecie     | leją     |
| Xc              | levesz     | zdjąć*)       | zdejmę   | zdejmiesz  | zdejmie    | zdejmiemy  | zdejmiecie  | zdejmą   |
| Xc              | óhajt      | pragnąć       | pragnę   | pragniesz  | pragnie    | pragniemy  | pragniecie  | pragną   |
| XI              | tör        | tłuc          | tłukę    | tłuczesz   | tłucze     | tłuczemy   | tłuczecie   | tłuką    |
| XI              | visz       | nieść         | niosę    | niesiesz   | niesie     | niesiemy   | niesiecie   | niosą    |

*) Nyelvtanilag ez az egyszerű jövő idejű ige; a jelen idejű ige – zdejmować (IV. család)
Az egyértelmű nyelvtani igealakok mindegyik személyben azt okozzák, hogy nagyon gyakran elkerülhetjük a személyes névmásokat a mondatokban, s a mondat is megőrizi az értelmét. Ez azt jelenti, hogy a lengyel nyelv – amint sok másik szláv nyelv – a pro-drop típusú nyelv (ang. „pronoun-drop language”).
Nem minden igének van a jelen ideje (lásd: Szemlélet). Ezenkívül, a ragozás közben vigyázni kell arra, hogy az alany számnévvel határozott – néha a számnév kikényszeríti az egyes szám felhasználását (lásd: Számnév).
Az udvariassági alakok követelik csak a 3. személy használását (widzi Pan/Pani, widzą Panie/Panowie/Państwo – Ön lát(ja), Önök látnak/-ják).

#### Múlt idő
A múlt időben (czas przeszły) megkülönböztetjük a következő nemeket:
- egyes számban, 1. és 2. személyben – hím- és nőnem,
- egyes számban, 3. személyben – hím-, nő- és semleges nem,
- többes számban – hímnemű személyi alak (rodzaj męskoosobowy) és általános alak (rodzaj niemęskoosobowy – bár 1. személyben az általános alakok gyakorlatilag értendő mint a nőnem).

A többes számban érvényes a szabály, amint a melléknevek esetében: az ige ragozódik mint hímnemű személyi alakú, ha a csoportban legalább egy férfi van; ha nem, mint általános alakú ragozandó (pl. oni czytali csak férfiakhoz vagy a vegyes csoportra vonatkozik, de one czytały – csak nők vagy gyerekek csoportjához). Ezenkívül, a ragozás közben vigyázni kell arra, hogy az alany számnévvel határozott-e – néha a számnév kikényszeríti az 'egyes szám felhasználását (lásd: Számnév).
Ragozási minták:
| ragozási család | ige        | főnévi igenév | ja          | ja          | ty          | ty          | on/ona/ono | on/ona/ono | on/ona/ono   | my                 | my             | wy                 | wy             | oni/one            | oni/one        |
| ragozási család | ige        | főnévi igenév | hímnem      | nőnem       | hímnem      | nőnem       | hímnem     | nőnem      | semleges nem | hímnemű szem. alak | általános alak | hímnemű szem. alak | általános alak | hímnemű szem. alak | általános alak |
| I               | olvas      | czytać        | czytałem    | czytałam    | czytałeś    | czytałaś    | czytał     | czytała    | czytało      | czytaliśmy         | czytałyśmy     | czytaliście        | czytałyście    | czytali            | czytały        |
| II              | tud        | umieć         | umiałem     | umiałam     | umiałeś     | umiałaś     | umiał      | umiała     | umiało       | umieliśmy          | umiałyśmy      | umieliście         | umiałyście     | umieli             | umiały         |
| III             | butul      | głupieć       | głupiałem   | głupiałam   | głupiałeś   | głupiałaś   | głupiał    | głupiała   | głupiało     | głupieliśmy        | głupiałyśmy    | głupieliście       | głupiałyście   | głupieli           | głupiały       |
| IV              | vásárol    | kupować       | kupowałem   | kupowałam   | kupowałeś   | kupowałaś   | kupował    | kupowała   | kupowało     | kupowaliśmy        | kupowałyśmy    | kupowaliście       | kupowałyście   | kupowali           | kupowały       |
| Va              | von        | ciągnąć       | ciągnąłem   | ciągnęłam   | ciągnąłeś   | ciągnęłaś   | ciągnął    | ciągnęła   | ciągnęło     | ciągnęliśmy        | ciągnęłyśmy    | ciągnęliście       | ciągnęłyście   | ciągnęli           | ciągnęły       |
| Vb              | tol        | sunąć         | sunąłem     | sunęłam     | sunąłeś     | sunęłaś     | sunął      | sunęła     | sunęło       | sunęliśmy          | sunęłyśmy      | sunęliście         | sunęłyście     | sunęli             | sunęły         |
| Vc              | nedvesedik | moknąć        | mokłem      | mokłam      | mokłeś      | mokłaś      | mókł       | mokła      | mokło        | mokliśmy           | mokłyśmy       | mokliście          | mokłyście      | mokli              | mokły          |
| VIa             | dicsér     | chwalić       | chwaliłem   | chwaliłam   | chwaliłeś   | chwaliłaś   | chwalił    | chwaliła   | chwaliło     | chwaliliśmy        | chwaliłyśmy    | chwaliliście       | chwaliłyście   | chwalili           | chwaliły       |
| VIb             | mér        | mierzyć       | mierzyłem   | mierzyłam   | mierzyłeś   | mierzyłaś   | mierzył    | mierzyła   | mierzyło     | mierzyliśmy        | mierzyłyśmy    | mierzyliście       | mierzyłyście   | mierzyli           | mierzyły       |
| VIIa            | szenved    | cierpieć      | cierpiałem  | cierpiałam  | cierpiałeś  | cierpiałaś  | cierpiał   | cierpiała  | cierpiało    | cierpieliśmy       | cierpiałyśmy   | cierpieliście      | cierpiałyście  | cierpieli          | cierpiały      |
| VIIb            | hall       | słyszeć       | słyszałem   | słyszałam   | słyszałeś   | słyszałaś   | słyszał    | słyszała   | słyszało     | słyszeliśmy        | słyszałyśmy    | słyszeliście       | słyszałyście   | słyszeli           | słyszały       |
| VIIIa           | találgat   | zgadywać      | zgadywałem  | zgadywałam  | zgadywałeś  | zgadywałaś  | zgadywał   | zgadywała  | zgadywało    | zgadywaliśmy       | zgadywałyśmy   | zgadywaliście      | zgadywałyście  | zgadywali          | zgadywały      |
| VIIIb           | csal       | oszukiwać     | oszukiwałem | oszukiwałam | oszukiwałeś | oszukiwałaś | oszukiwał  | oszukiwała | oszukiwało   | oszukiwaliśmy      | oszukiwałyśmy  | oszukiwaliście     | oszukiwałyście | oszukiwali         | oszukiwały     |
| IX              | köt        | wiązać        | wiązałem    | wiązałam    | wiązałeś    | wiązałaś    | wiązał     | wiązała    | wiązało      | wiązaliśmy         | wiązałyśmy     | wiązaliście        | wiązałyście    | wiązali            | wiązały        |
| Xa              | üt         | bić           | biłem       | biłam       | biłeś       | biłaś       | bił        | biła       | biło         | biliśmy            | biłyśmy        | biliście           | biłyście       | bili               | biły           |
| Xb              | önt        | lać           | lałem       | lałam       | lałeś       | lałaś       | lał        | lała       | lało         | laliśmy            | lałyśmy        | laliście           | lałyście       | lali               | lały           |
| Xc              | levesz     | zdjąć         | zdjąłem     | zdjęłam     | zdjąłeś     | zdjęłaś     | zdjął      | zdjęła     | zdjęło       | zdjęliśmy          | zdjęłyśmy      | zdjęliście         | zdjęłyście     | zdjęli             | zdjęły         |
| Xc              | óhajt      | pragnąć       | pragnąłem   | pragnęłam   | pragnąłeś   | pragnęłaś   | pragnął    | pragnęła   | pragnęło     | pragnęliśmy        | pragnęłyśmy    | pragnęliście       | pragnęłyście   | pragnęli           | pragnęły       |
| XI              | tör        | tłuc          | tłukłem     | tłukłam     | tłukłeś     | tłukłaś     | tłukł      | tłukła     | tłukło       | tłukliśmy          | tłukłyśmy      | tłukliście         | tłukłyście     | tłukli             | tłukły         |
| XI              | visz       | nieść         | niosłem     | niosłam     | niosłeś     | niosłaś     | niósł      | niosła     | niosło       | nieśliśmy          | niosłyśmy      | nieśliście         | niosłyście     | nieśli             | niosły         |

Régen a lengyel nyelvben a régmúlt idő is létezett. Alakították az adott ige múlt idejű alakjából és a być ige múlt idejű alakjából.
A múlt időt használjuk nemcsak a múlt cselekvés kifejezéséhez, hanem szintén a célt kifejező alárendelő összetett mondatokban – az újlatin nyelvekben ennek megfelel a kötőmód (subiunctivus), a magyar nyelvben – a hogy + felszólító mod szerkezet. Az olyan mondatokat két módszerrel alakítjuk:
- Ha a mindkettő (mellék és fő) mondat alanya különféle, a mellékmondat állítmánya múlt időben lesz, viszont a mellékmondat a żeby, aby, by kötőszóval kezdődik. A kötőszó elfogadja az alanynak megfelelő ragot:

egyes sz.: 1. szem.: żebym, 2. szem.: żebyś, 3. szem.: żeby,
többes sz.: 1. szem.: żebyśmy, 2. szem.: żebyście, 3. szem.: żeby
Pl.:
Prosiłem cię, żebyś kupił(a)' chleb = Kértem, hogy vegyél kenyeret.
Powiedziałem jej, żeby kupiła chleb = Mondtam neki, hogy vegyen kenyeret.
A fenti példákban, a főmondatban ja (én) az alany, a mellékmondatban – ty (te) és ona (ő).
- Ha mindkét (mellék és fő) mondat alanya azonos, a mellékmondat állítmánya főnévi igenévben lesz, a kötőszó alakja pedig – żeby/aby/by, személyragok nélkül:

Wyjąłem pieniądze, żeby zapłacić = Kivettem a pénzt, hogy fizessek – a mindkét mondat alanya azonos (ja).

#### Jövő idő
A jövő idő (czas przyszły) lehet egyszerű vagy összetett. Az egyszerű idő egy befejezett cselekvést jelent és ezt a ragozási minták szerint alakítjuk (lásd Jelen idő). Az alakítás módja szorosan összekapcsolt a szemléleti párok alakítási módjával, ami le van írva a Szemlélet alfejezetben. Az összetett idő pedig egy nem befejezett cselekvést jelent és két módszerrel képezhetjük:
- egy adott igének a 3. személy 'múlt idejű alakját tesszük az alanynak megfelelő számba,
- és összekapcsoljuk ezt az alanynak megfelelő być ige alakjával (lásd Létige),

vagy
- egy adott ige főnévi igenevét összekapcsolunk az alanynak megfelelő być ige alakjával.

Pl. a czytać ige esetében:
- egyes szám: będę czytał / będę czytała – będziesz czytał / będziesz czytała – będzie czytał / będzie czytała

többes szám: będziemy czytali / będziemy czytały – będziecie czytali / będziecie czytały – będą czytali / będą czytały
(az első bekezdésben az alany egyes számban van, azért a czytać ige múlt idejű alakja 3. személyben és egyes számban van; a második bekezdésben viszont az alany többes számban van, azért a czytać ige múlt idejű alakja 3. személyben és többes számban van)
vagy
- egyes szám: będę czytać – będziesz czytać – będzie czytać

többes szám: będziemy czytać – będziecie czytać – będą czytać

#### Szemlélet
A lengyel nyelv két szemléletet (aspektust) különböztet meg: befejezett (aspekt dokonany) és folyamatos (aspekt niedokonany). A szemléletek között létező különbség pontos leírása nehéz, de általában az elsőt akkor használjuk, amikor leírunk egy befejezett cselekvést (múlt idő) vagy olyat, amelyet az alany szándékozik befejezni (jövő idő); a másikat pedig akkor, amikor leírjuk a cselekvést, amely nem lett befejezve a mondat összefüggésében meghatározott ideig. A szlávok könnyen megérzik ezt a különbséget, mert a szemlélet az egyik alapvető nyelvtani kategória a nyelvükben. A magyar nyelvben nincsenek szemléletek, de a magyar nyelvet tanuló vagy ismerő lengyelnek a szemléletet gyakran az igekötők jelzik: Írtam a könyvet érthetjük mint Pisałem książkę, tehát a folyamatos szemléletű igével; pedig Megírtam a könyvet – mint Napisałem książkę, tehát a befejezett szemléletű igével; Könyvet írok jelenti, hogy Piszę książkę (jelen idő), Megírom a könyvet – Napiszę książkę (egyszerű jövő idő, tehát befejezett szemlélet).
A befejezett és folyamatos igéknek saját főnévi igenevük van. A befejezett ige főnévi igenevéből alkotjuk a múlt idejű és egyszerű jövő idejű befejezett igéket. A folyamatos ige főnévi igenevéből pedig a múlt idejű folyamatos igét és a jelen idejű igét. Ebből következik, hogy múlt időben két szemlélet van, az egyszerű jövő időben csak befejezett szemlélet, az összetett jövő időben pedig csak folyamatos szemlélet van. A jelen idő egyáltalán nem különböztet meg szemléleteket, mert a jelen cselekvés pont most folyik le és nem tudjuk azt befejezett szemléletű igével kifejezni. Pl.:
befejezett ige főnévi igeneve: skoczyć (ugrik) – befejezett múlt idő: skoczyłem, egyszerű jövő idő – skoczę
folyamatos ige főnévi igenéve: skakać – folyamatos múlt idő: skakałem, jelen idő – skaczę
Befejezett és folyamatos igék főnévi igenéveiből kialakítjuk a személyi alakot a ragozási minták szerint (lásd Jelen idő vagy Múlt idő).
Vannak kétszemléletű igék is (két szemléletet kifejező – az összefüggéstől függően – pl. aresztować – letartóztat) és egyszemléletű igék (csak befejezett vagy folyamatos – amelyeknek nincs ellenkező szemléletű párja). A folyamatos egyszemléletű igék pl. olyanok, amelyek kifejeznek mozgást meghatározott irány nélkül (chodzić – jár), sokszorosok (a magyar nyelvben megfelelnek ezeknek többiek között az igék gat/-get szuffixummal, pl. czytywać – olvasgat). A befejezett egyszemléletű igék viszont kifejeznek sok helyen vagy sok alannyal egyidejűleg végrehajtott cselekvéseket (pl. poukładać – elrendez vt sok helyen), illetve egy bizonyos ideig tartott cselekvéseket vagy állapotokat (spać – alszik, wiedzieć – tud, poleżeć – feküd egy ideig). Ha egy igekötőt az egyszerű igéhez hozzácsatoljuk, ennek nincs jelen ideje: a poleżę trochę jelenti a cselekvés szándékát, nem a végrehajtását, tehát ez jövő, nem jelen idő. A jelen cselekvést ebben az esetben a leżę egyszerű ige fejezik ki.
Nincs általános szabály egy adott ige ellenkező szemléletűre való alakítására, ami a nyelvtanulóknak gyakran nehézséget okoz, hisz ezeket külön kell memorizálniuk.
Sok ige tartalmaz egy tőhöz adott szuffixumot és az ilyen igéknek nincs igekötőjük, pl. krzyknąć (kiabál, befejezett ige; a folyamatos párja – krzyczeć), kupić (vásárol, vesz, befejezett ige; a folyamatos párja – kupować). Az igék olyan párokból gyakran még külön igeragozási csoportokhoz is tartoznak, azért külön minták szerint ragozandóak: krzyknąć – Va cs., krzyczeć – VIIb cs.; kupić – VIb cs., kupować – IV cs.
Viszonylag sok befejezett igét képezhetünk egy egyszerű igéhez hozzácsatolt igekötő segítségével. A lengyel nyelvben a leggyakrabban a z-/ze-/s-/ś-, za-, wy-, po-, u- igekötőket használjuk (robić – zrobić /csinál/, psuć – zepsuć /ront/, tłuc – stłuc /tör/, atakować – zaatakować /tamad/, chwalić – pochwalić /dicser/, słyszeć – usłyszeć /hall/), ám ezek az igekötők gyakran megváltoztatják az ige jelentését, például:
- pisać (ír) – egyszerű folyamatos ige;
- napisać (megír) – a befejezett megfelelője (ezzel együtt alkotja a szemléleti párt);
- dopisać (végigír, hozzáír), przepisać (lemásol írva), opisać (leír) – kevéssé más jelentésű befejezett igék;
- dopisywać, przepisywać, opisywać – „másodszori” folyamatos igék, amelyek alkotják a szemléleti párokat a fentiekkel; a *napisywać’’ alak nem létezik, mert a napisać igének folyamatos megfelelője – pisać.
- Viszont pisywać – az írás sokszoros cselekvését jelentő folyamatos ige (írogat).

Ezenkívül, amikor hozzácsatolunk igekötőt a folyamatos igéhez, nem mindig változik a szemlélete befejezetté – pl. chodzić – wchodzić (chodzić – jár, sokszoros ige, wchodzić – a folyamatos ige, amelyiknek a befejezett párja wejść). Néha a szemlélet változása csak akkor lehetséges, amikor pontosabban meghatározzuk az ige jelentését – pl. a pochodzić ige folyamatos a származik jelentésében, de befejezett a járkál jelentésében (ezekből a jelentésekből, a pochodzić ige semelyikben nem alkot szemléleti párt a chodzić igével).
Némely igék esetében megalkotjuk szemléleti párjukat a szuffixum és igekötő egyidejű hozzácsatolása segítségével, pl. stawiać – postawić (odaállít) vagyis teljesen másféle alakokkal (szuppletivizmus), pl. brać – wziąć (vesz, fog), widzieć – zobaczyć (lát). A brać folyamatos igétől megalapítjuk a befejezett alakokat: zabrać, dobrać, wybrać (elvesz, kiegészít, kiválaszt), amelyeknek a folyamatos párjai: zabierać, dobierać, wybierać. A wziąć befejezett igétől megalapítjuk a befejezett alakokat: powziąć, uwziąć się, zawziąć się (az első = vállal, a második és harmadik = vkinek fáj a foga vre vagy inkább v ellen); de a jelentésüknek nincs semmi köze a wziąć jelentésével (a folyamatos alakot csak a powziąć igétől alapíthatjuk – podejmować). A widzieć folyamatos igétől megalapítjuk a befejezett alakot przewidzieć, amelyiknek a folyamatos párja przewidywać (előre lát), viszont widywać ez a sokszoros ige (gyakran lát vt).

#### Felszólító mód
A felszólító mód (tryb rozkazujący) alakjait képezhetjük a 2. személyben egyes számban, meg 1. és 2. személyekben többes számban az alábbi ragozási minták szerint:
| ragozási család | ige        | főnévi igenév | ty      | my        | wy         |
| I               | olvas      | czytać        | czytaj  | czytajmy  | czytajcie  |
| II              | tud        | umieć         | umiej   | umiejmy   | umiejcie   |
| III             | butul      | głupieć       | głupiej | głupiejmy | głupiejcie |
| IV              | vásárol    | kupować       | kupuj   | kupujmy   | kupujcie   |
| Va              | von        | ciągnąć       | ciągnij | ciągnijmy | ciągnijcie |
| Vb              | tol        | sunąć         | suń     | suńmy     | suńcie     |
| Vc              | nedvesedik | moknąć        | moknij  | moknijmy  | moknijcie  |
| VIa             | dicsér     | chwalić       | chwal   | chwalmy   | chwalcie   |
| VIb             | mér        | mierzyć       | mierz   | mierzmy   | mierzcie   |
| VIIa            | szenved    | cierpieć      | cierp   | cierpmy   | cierpcie   |
| VIIb            | hall       | słyszeć       | słysz   | słyszmy   | słyszcie   |
| VIIIa           | találgat   | zgadywać      | zgaduj  | zgadujmy  | zgadujcie  |
| VIIIb           | csal       | oszukiwać     | oszukuj | oszukujmy | oszukujcie |
| IX              | köt        | wiązać        | wiąż    | wiążmy    | wiążcie    |
| Xa              | üt         | bić           | bij     | bijmy     | bijcie     |
| Xb              | önt        | lać           | lej     | lejmy     | lejcie     |
| Xc              | levesz     | zdjąć         | zdejmij | zdejmijmy | zdejmijcie |
| Xc              | óhajt      | pragnąć       | pragnij | pragnijmy | pragnijcie |
| XI              | tör        | tłuc          | tłucz   | tłuczmy   | tłuczcie   |
| XI              | visz       | nieść         | nieś    | nieśmy    | nieście    |

A többi személyben a felszólító módot a niech partikula és a megfelelő jelen vagy egyszerű jövő idejű alak segítségével képezzük: niech zrobi / niech robi, niech zrobią / niech robią (csináljon/-ja, csináljanak/-ák). Az 1. személy egyes számban a folyamatos szemléletű felszólító mód (niech robię) furcsán szól, de a befejezett alak (niech zrobię) népszerűbb (pl. a fenyegetésben: Niech no tylko cię dopadnę! /Kapjalak csak el!/, ugyanolyan mint A tylko zepsuj! /Törd csak el!/).
A folyamatos szemléletű felszólító módú alakok többnyire szigorúbbak és kevésbe udvariasak, mint a befejezett szemléletűek.
A parancsot főnévi igenévvel is kifejezhetjük (Nie palić = Dohányozni tilos).

#### Feltételes mód
A feltételes mód (tryb przypuszczający) szolgál a nem valódi tények vagy óhajtások kifejezésére, meg – udvarias módon – parancsok kifejezésére, a következő módon:
- alakítjuk az adott ige 3. személy múlt idejű alakját az alanynak megfelelő számban,
- és összekapcsoljuk ezt az alanynak megfelelő by partikula alakjával:

egyes szám: 1. sz.: bym, 2. sz.: byś, 3. sz.: by,
többes szám: 1. sz.: byśmy, 2. sz.: byście, 3. sz.: by
Pl. – zrobić (megcsinál): zrobiłbym, zrobiłbyś, zrobiłby, zrobilibyśmy, zrobilibyście, zrobiliby (a három elsők – egyes szám, azért egyes számú múlt idő, a három utolsók – többes szám, azért többes számú múlt idő)
A feltételes mód alakjai azonosak múlt és jelen időben. Régmúltra vonatkozó tények kifejezésére a feltételes módban régmúlt időt használták (byłbym zrobił, byliby zrobili stb.).
Mivel a lengyel nyelvben kevés az igeidő, a feltételes módnak alakjai is egyszerűek (az angollal, spanyollal vagy franciával ellentétben). A feltételes mondatokat ugyanaz módon alakítjuk, mint a magyarban (ha párosult a feltételes móddal jelenti lengyelül, hogy gdyby, illetve a feltételes mód nélkül – jeśli, jeżeli):
Ha lesz pénzem, elutazom Görögországba. – Jeśli będę miał pieniądze, (to) pojadę do Grecji.
De a mondatot: Gdybym miał pieniądze, (to) pojechałbym do Grecji fordíthatjuk, mint:
Ha lenne pénzem, elutaznék Görögországba – ha a pénz most lenne és folyton tervezném Görögországba menni.
Ha lett volna pénzem, elutaztam volna Görögországba – ha a pénz akkor lett volna, amikor lehetségeseim voltak Görögországba menni.
(nem kötelező a to partikulát hozzáadni)
Azért a lengyel feltételes mondatokban gyakran az összefüggésüket meg kell pontosítani – pl. Gdybym miał teraz (most) pieniądze, pojechałbym do Grecji vagy Gdybym miał w zeszłym roku (tavaly) pieniądze, pojechałbym do Grecji.
A by partikulát gyakran az ige elé helyezhetjük el; néha még előbb – de akkor a mellékmondat elejére a to partikulát hozzá kell adni. De nem szabad betenni semmi szót az ige és by közé. Pl.:
Gdybym miał pieniądze, to bym pojechał do Grecji. (de nem: *...to pojechał do Grecji bym.)
Gdybyś nie brał wcześniej korepetycji, to byś teraz w liceum sobie nie poradził. – Ha (előzőleg) nem vettél volna magánleckéket, most nem boldogulnál el a líceumban.

#### Powinien, musi, ma, trzeba
Ezek az igék megfelelnek a magyar kell-nek és főnévi igenévvel párosítják (vigyázz – ha a mieć ige nem párosulva főnévi igenévvel, birtoklást jelent – mint az angol to have). A musieć ige úgy ragozódik, mint egy folyamatos ige:
- jelen időben: muszę – musisz – musi – musimy – musicie – muszą,
- múlt időben: musiałem/-am – musiałeś/-aś – musiał(a/o) – musieliśmy/-ałyśmy – musieliście/-ałyście – musieli/-ały,
- jövő időben: będę musiał – będziesz musiał – będzie musiał(a/o) – będziemy musieli – będziecie musieli – będą musieli/-ały (nincs egyszerű jövő idő).

Az ugyanolyan jelentésű, de szigorúbb, a mieć ige. Főnévi igenéven kívül, párolhatjuk a do elöljárószóval és igei főnévvel birtokos esetben – pl. macie napisać = macie do napisania – meg kell irnotok. A jövő időben csak ezt a második lehetőséget használjuk. (będziecie mieli do napisania, de nem *będziecie mieli napisać).
A powinien igének nincs nyelvtani jövő se múlt ideje, főnévi igenéve sincs. Ragozódik:
- jelen időben: powinienem / powinnam – powinieneś / powinnaś – powinien / powinna / powinno – powinniśmy / powinnyśmy – powinniście / powinniście – powinni / powinny,
- múlt időben: powinienem był / powinnam była – powinieneś był / powinnaś była – powinien był / powinna była / powinno było – powinniśmy byli / powinnyśmy były – powinniście byli / powinniście były – powinni byli / powinny były.

(a perjellel elválasztott alakok felhasználása az alany nemétől függ). A powinien igének nincs jövő ideje.
A különbség musieć és powinien között a következő: az első jelenti a cselekvést, amelyik már befejezett illetve a beszélő meggyőződésében lesz befejezett, a második pedig – a cselekvést, amelyiket kell befejezni, de nem így van vagy nem feltétlenül így lesz. Ez a második helyzet megis nem jelent feltételes módot – ezt a musieć ige segítségével fejezünk ki (musiałbym, musielibyście stb.)
Pl.:
- muszę iść – mennem kell és mindjárt biztosan megyek; powinienem iść – mennem kell, de nem nagyon akarok
- musieliśmy skończyć – be kellett fejeznünk és befejeztük; powinniśmy byli skończyć – be kellett fejeznünk, de nem fejeztük be

A trzeba igének csak egy és egyetlen alakja – pont ilyen. Mutatja, hogy csinálni kell valamit, de nem mutatja, hogy kinek, azért ez a leggyengébb a minden kell igealakjából. Pl. ha mondjuk, hogy Trzeba naprawić zlew (A lefolyót meg kell javítani), nem mutatjuk, kinek kell, hanem csak tájékoztatjuk, hogy a lefolyó átcsurog. Ha akarjuk rámutatni, hogy kinek kell, megmondjuk (a leggyengébb alaktól a legerősebbig): Powinieneś naprawić zlew – Musisz naprawić zlew – Masz naprawić zlew (Neked a lefolyót kell javítanod).
Múlt időben mondjuk: trzeba było, jövő időben – trzeba będzie.

#### Igenevek
Igenév ez az ige alakja, amelyik „viselkedik” mint melléknév vagy határozószó – azért a melléknévi igenév ragozódik mint melléknév, számokban és nemekben (és elfogad azonos ragokat – lásd a melléknevek ragozása példái). A lengyel igenévek jelentés tekintetében a magyarokhoz hasonlóak, de a lengyeleknek nincs jövő idejű melléknévi igenevük (úgy fordítandó mint do + igei főnév birtokos esetben vagy körülírva; pl. várandó – do zaczekania vagy ten, na którego trzeba czekać – ez, amelyikre várni kell).
A jelenidejű melléknévi igenévet (imiesłów przymiotnikowy czynny) alakítjuk a folyamatos igéktől, hozzácsatolva a -cy ragot a 3. személy többes szám jelen idejű alakjához (cierpieć – cierpią – cierpiący, zgadywać – zgadują – zgadujący, lać – leją – lejący).
A múlt idejű melléknévi igenévet (imiesłów przymiotnikowy bierny) alakíthatjuk a tárgyas befejezett vagy folyamatos igéktől, de nem egyszemléletű befejezett igéktől. Az első helyzetben ilyen az igenév jelenti a cselekvést egyidejű az állítmánnyal leírt cselekvéssel (egyidejű igenév), a másodikban – a cselekvést előbbi mint az állítmánnyal leírt cselekvés (előidejű igenév). A ragozási minták (mindkettő igenévre vonatkozó):
| ragozási cs.  | I       | II     | III       | IV       | Va        | Vb      | Vc           | VIa      | VIb      | VIIa      | VIIb     | VIIIa     | VIIIb      | IX      | Xa   | Xb   | Xc     | Xc        | XI       | XI       |
| alak          | olvas   | tud    | elbutul   | vásárol  | von       | tol     | átnedvesedik | dicsér   | mér      | szenved   | hall     | találgat  | csal       | köt     | üt   | önt  | levesz | óhajt     | tör      | visz     |
| főnévi igenév | czytać  | umieć  | ogłupieć  | kupować  | ciągnąć   | sunąć   | zmoknąć      | chwalić  | mierzyć  | cierpieć  | słyszeć  | zgadywać  | oszukiwać  | wiązać  | bić  | lać  | zdjąć  | pragnąć   | tłuc     | nieść    |
| ESz.          | czytany | umiany | ogłupiały | kupowany | ciągnięty | sunięty | zmoknięty    | chwalony | mierzony | cierpiany | słyszany | zgadywany | oszukiwany | wiązany | bity | lany | zdjęty | pragnięty | tłuczony | niesiony |
| TSz.          | czytani | umiani | ogłupiali | kupowani | ciągnięci | sunięci | zmoknięci    | chwaleni | mierzeni | cierpiani | słyszani | zgadywani | oszukiwani | wiązani | bici | lani | zdjęci | pragnięci | tłuczeni | niesieni |

Megjegyzés: A głupieć és moknąć igék folyamatosak és tárgyatlanok, tehát nem alakítnak múlt idejű melléknévi igenévet – azért a befejezett párokkal (zgłupieć, zmoknąć) el voltak helyezve (ragozódnak ugyanaz minta szerint).
A múlt idejű melléknévi igenevek jelentését az összefüggésből ki kell találnunk – az igék szemlélethez hasonlóan. Pl:
Myte dziecko wyrywało się mamie. – A mosott gyerek kitört az anyjától ( = probálkozott kiszabadulni a mosás közben – egyidejű igenév; állítmány – folyamatos ige). 

Umyte dziecko wyrwało się mamie. – Az elmosott gyerek kitört az anyjától ( = elmenekült a mosás után – előidejű igenév; állítmány – befejezett ige).
A lengyel nyelvben van a közmondás: krzyczy jak zarzynany prosiak (a magyar „Ordít, mint a fába szorult féreg” közmondásnak felel meg). A szó szerinti fordítás: ordít mint a levágott malac, de ez értelmetlen, mert levagott malac nem ordít. Csak a körülíró fordítás ordít mint a malac, amelyiket (most) levágják kifejezik a közmondás értelmét.
Az egyidejű határozószói igenevet (imiesłów przysłówkowy współczesny) alakítjuk folyamatos igéktől a -c ragot hozzácsatolva az ige 3. személy többes szám jelen idejű alakjához (cierpieć – cierpią – cierpiąc, zgadywać – zgadują – zgadując, lać – leją – lejąc).
Az előidejű határozószói igenevet (imiesłów przysłówkowy uprzedni) alakítjuk a befejezett (de nem egyszemléletű) ige 3. személy egyes szám múlt idő hímnemű alakjától következő módon:
- elutasítjuk az -ł ragot,
- ha ilyen módon felfedett tő magánhangzóval végződik, hozzácsatoljuk a -wszy ragot, ha pedig mássalhangzóval – a -łszy ragot:

zgadywać – befejezett ige: zgadnąć (Vc család) – zgadł – zgadłszy;

mierzyć – befejezett ige: zmierzyć (VIb család) – zmierzył – zmierzywszy

#### Szenvedő alak
A magyar (és sok többi) nyelvhez hasonlóan, a szenvedő alakot (strona bierna) a múlt idejű melléknévi igenév segítségével és csak a tárgyas igékkel képezzük. Az által névutó lengyelül – przez (és ez van az elöljárószó is). De az állítmány segédigéje nemcsak a być (van) ige lehet, hanem zostać (múlt időben: lett) is. A być igét párosítjuk az igenévvel, amelyik befejezett (előidejű igenév) vagy folyamatos (egyidejű igenév) igétől meg van alakítva, viszont zostać – csak az előidejű igenévvel párosítjuk. Ebből következik, hogy a szenvedő alakot a być igével minden időben használhatjuk, de a zostać igével – csak múlt vagy jövő időben. Pl.:
- W Polsce prezydenta wybierają obywatele – Lengyelországban az állampolgárok választják az elnököt – cselekvő alak
- W Polsce prezydent jest wybierany / wybrany przez obywateli – Lengyelországban az elnök az állampolgárok által van választva / meg van választva – szenvedő alak
- Prezydent został / był wybrany przez obywateli – Az elnök az állampolgárok által meg lett választva – szenvedő alak

De nem szabad mondani *Prezydent zostaje wybrany / wybierany przez obywateli.
A szenvedő alakot leggyakrabban akkor használjuk, amikor azt akarjuk mondani, hogy az alany valami cselekvés tárgya, de nem mutatjuk a cselekvés végrehajtóját. Pl. W Polsce prezydent jest wybierany w wyborach powszechnych (Lengyelországban az elnök az általános választásban van választva) – mondjuk, hogy milyen módon választják őt, de nem mondjuk, hogy ki választja. Az ilyen mondatot kifejezhetjük a 3. személy egyes számú visszaható alakjával is (W Polsce prezydenta wybiera się w wyborach powszechnych) vagy (ritkábban) a 3. személy többes számú cselekvő alakkal (W Polsce prezydenta wybierają w wyborach powszechnych – pontosan így mondjuk magyarul: Az államelnököt az általános választáson választják.)

#### Visszaható alak
A visszaható alakot (strona zwrotna) alakítjuk a się visszaható névmás segítségével, amelyiket hozzáadjuk az igéhez. Használjuk, amikor:
- kifejezzük, hogy egy cselekvés a végrehajtójához irányított – a magyar nyelvben ezt többiek között a maga szó vagy szuffixumok -ik, -ül/-ul fejezik ki (poddać się – megadja magát, myć się – mosakodik, odświeżać się – felfrissül).
- leírjuk az alany állapotát vagy az ember szellemi cselekvését (uczyć się – tanul, śmiać się – nevet, zastanawiać się – gondolkodik; świecić się – fénylik)
- kifejezzük a cselekvéseket, amelyeket az alanyok végrehajtják egymás iránt. A magyar nyelvben használjuk akkor az egymás szót a megfelelő raggal – leggyakrabban -t, mert ebben a helyzetben a się szónak jelentése közvetlen tárgy tárgyesetben, de ez az igevonzástól függ. Pl. kochają się értünk mint szeretik egymást, nem ‘’szeretik magukat. A lekceważą się igét érthetjük mint lekicsinyelik egymást és lekicsinyelik magukat – azért, az első fordításra gondolva, gyakran pontosítjuk a mondatot a nawzajem szó segítségével (szó szerint "kölcsönösen": lekceważą się nawzajem).
- a mondatnak nincs alanya – mint a Szenvedő alak alfejezetben: W Polsce prezydenta wybiera się w wyborach powszechnych; vagy Do Dworca Wschodniego jedzie się siódemką (A Keleti pályaudvarhoz hetessel megyünk.)

#### Létige
A lengyel nyelvben a lenni igének főnévi igenév szól być. A ragozása a következő:
| személy    | kijelentő mód | kijelentő mód     | kijelentő mód | feltételes mód          | felszólító mód |
| személy    | jelen idő     | múlt idő          | jövő idő      | jelen idő               | jelen idő      |
| ja         | jestem        | byłem/byłam       | będę          | byłbym/byłabym          | -              |
| ty         | jesteś        | byłeś/byłaś       | będziesz      | byłbyś/byłabyś          | bądź           |
| on/ona/ono | jest          | był/była/było     | będzie        | byłby / byłaby / byłoby | -              |
| my         | jesteśmy      | byliśmy/byłyśmy   | będziemy      | bylibyśmy/byłybyśmy     | bądźmy         |
| wy         | jesteście     | byliście/byłyście | będziecie     | bylibyście/byłybyście   | bądźcie        |
| oni/one    | są            | byli/były         | będą          | byliby/byłyby           | -              |

(a perjellel elválasztott alakok jelentenek egyes számban sorban hím-, nő- és semleges nemet, illetve többes számban – hímnemű szemelyi és általános alakot)
A być ige tárgyatlan, azért nem alakít múlt idejű melléknévi igenevet. Ez egyszemléletű is, azért nem alakít előidejű határozószói igenevet. Többi igenév:
- jelenidejű melléknévi igenév: będący/-ca/-ce
- egyidejű határozószói igenév: będąc

#### A-no/-tovégű személytelen alakok
Ezeket az alakokat akkor használjuk, amikor általános alanyú mondatot képezünk, vagyis a mondatban a cselekvés végrehajtóját nem nevezzük meg. Ez a szerep a szenvedő és visszaható alakok funkciójához hasonlít, de míg a szenvedő alakot minden időben használhatjuk, a -no/-to végű alakokat csak múlt időben. Pl. a mondat W Polsce prezydent jest wybierany w wyborach powszechnych szólhat múlt időben ...prezydent był wybierany... vagy ...prezydenta wybierało się..., de szintén ...prezydenta wybierano...; hasonlóan ...prezydent był wybrany... = ...prezydenta wybrało się... (nagyon köznapi!) = ...prezydenta wybrano....
A -no/-to végű alakokat a múlt idejű melléknévi igenévből képezzük a következő módon:
- levágjuk a -ny, -ty, -ły végződést
- miután levágtuk a -ny vagy -ły végződést, az így maradt tőhöz hozzácsatoljuk a -no ragot (az igék I, II, III, IV, VI, VII, VIII, IX, Xb, XI ragozási csoportjából – pl. cierpiano, kupowano, mierzono),
- miután levágtuk a -ty végződést, az így maradt tőhöz hozzácsatoljuk a -to ragot (az igék többi ragozási csoportjából – pl. sunięto, bito).

A -no/-to végű alakokat tárgyatlan igékből is képezhetjük. Ebben az esetben ugyanúgy járunk el, mint a múlt idejű melléknévi igenévvel, de ennek az igenévnek ragja két utolsó betűje helyett egyszerre hozzácsatoljuk a -no vagy -to toldalékot (pl. spać /alszik/ – spano, więdnąć /elhervad/ – więdnięto).

#### Rendhagyó igék[25]
A być kívül, ezek: dać (ad), jeść (eszik), wiedzieć (tud), mieć (van vnek), chcieć (akar), wziąć (fog, vesz), iść (gyalog megy, jön), jechać (járművel megy, jön), siąść (leül), znaleźć (megtalál), wrzeć (forr), stać (áll), bać się (fél).

### Számnév
A számnév esetekben és számokban ragozódik. A számnév után a szavak többes számban állnak (a jeden nyilvánvaló kivételével).

#### Tőszámnév(liczebnik główny)
| 1 – jeden     | 11 – jedenaście     |                       | 100 – sto         |
| 2 – dwa       | 12 – dwanaście      | 20 – dwadzieścia      | 200 – dwieście    |
| 3 – trzy      | 13 – trzynaście     | 30 – trzydzieści      | 300 – trzysta     |
| 4 – cztery    | 14 – czternaście    | 40 – czterdzieści     | 400 – czterysta   |
| 5 – pięć      | 15 – piętnaście     | 50 – pięćdziesiąt     | 500 – pięćset     |
| 6 – sześć     | 16 – szesnaście     | 60 – sześćdziesiąt    | 600 – sześćset    |
| 7 – siedem    | 17 – siedemnaście   | 70 – siedemdziesiąt   | 700 – siedemset   |
| 8 – osiem     | 18 – osiemnaście    | 80 – osiemdziesiąt    | 800 – osiemset    |
| 9 – dziewięć  | 19 – dziewiętnaście | 90 – dziewięćdziesiąt | 900 – dziewięćset |
| 10 – dziesięć |                     |                       |                   |

Tovább van: 1000 – tysiąc, 1 000 000 – milion. Amikor alakítjuk a 2000, 35 000 000 tipusú számneveket, a tysiąc / milion szót tartjuk személytelen főnévnek, amelyiket szorozó számnév határozza (dwa tysiące, trzydzieści pięć milionów) és ragozzuk, mint számnevekkel párosult személytelen főneveket (lásd az alábbi táblát).
A számnevek olvasás sorrendje ugyanaz, ahogy a magyar nyelvben: egyesek – utolsók, tízesek – utolsó előttiek, előbb – százasok stb. Az alkotó számneveket nem kapcsoljuk össze az i kötőszóval.
A számnevek és ezekkel meghatározott szavak (főnevek, melléknevek) ragozása (a jeden kivételével, amelyik úgy ragozódik, ahogy a melléknév, pl. czarny – lásd tábla) elég bonyolult és még a lengyeleknek is nehézségeket okoz.
- Személyi hímnemű főnév (student /diák/)

| eset | 2              | 2                     | 3              | 3                     | 4              | 4                     | 5              | 6              | 7              | 8              | 9              | 10             |
| A    | dwaj           | dwóch                 | trzej          | trzech                | czterej        | czterech              | pięciu         | sześciu        | siedmiu        | ośmiu          | dziewięciu     | dziesięciu     |
| A    | studenci       | studentów (birt. e.!) | studenci       | studentów (birt. e.!) | studenci       | studentów (birt. e.!) | studentów      | studentów      | studentów      | studentów      | studentów      | studentów      |
| B    | dwu/dwóch      | dwu/dwóch             | trzech         | trzech                | czterech       | czterech              | pięciu         | sześciu        | siedmiu        | ośmiu          | dziewięciu     | dziesięciu     |
| B    | studentów      |                       |                |                       |                |                       |                |                |                |                |                |                |
| R    | dwóm           | dwóm                  | trzem          | trzem                 | czterem        | czterem               | pięciu         | sześciu        | siedmiu        | ośmiu          | dziewięciu     | dziesięciu     |
| R    | studentom      |                       |                |                       |                |                       |                |                |                |                |                |                |
| T    | dwu/dwóch      | dwu/dwóch             | trzech         | trzech                | czterech       | czterech              | pięciu         | sześciu        | siedmiu        | ośmiu          | dziewięciu     | dziesięciu     |
| T    | studentów      |                       |                |                       |                |                       |                |                |                |                |                |                |
| E    | dwoma          | dwoma                 | trzema         | trzema                | czterema       | czterema              | pięcioma       | sześcioma      | siedmioma      | ośmioma        | dziewięcioma   | dziesięcioma   |
| E    | studentami     |                       |                |                       |                |                       |                |                |                |                |                |                |
| H    | dwu/dwóch      | dwu/dwóch             | trzech         | trzech                | czterech       | czterech              | pięciu         | sześciu        | siedmiu        | ośmiu          | dziewięciu     | dziesięciu     |
| H    | studentach     |                       |                |                       |                |                       |                |                |                |                |                |                |
| M    | mint alanyeset | mint alanyeset        | mint alanyeset | mint alanyeset        | mint alanyeset | mint alanyeset        | mint alanyeset | mint alanyeset | mint alanyeset | mint alanyeset | mint alanyeset | mint alanyeset |

| eset               | 11      | 12     | 13      | 14       | 15      | 16      | 17        | 18       | 19          | 20       |
| eset               | jedena- | dwuna- | trzyna- | czterna- | piętna- | szesna- | siedemna- | osiemna- | dziewiętna- | dwudzie- |
| A*), B, R, T, H, M | -stu    | -stu   | -stu    | -stu     | -stu    | -stu    | -stu      | -stu     | -stu        | -stu     |
| E                  | -stoma  | -stoma | -stoma  | -stoma   | -stoma  | -stoma  | -stoma    | -stoma   | -stoma      | -stoma   |

| eset               | 30        | 40         | 50          | 60           | 70            | 80           | 90              | 100   |
| eset               | trzydzie- | czterdzie- | pięćdziesi- | sześćdziesi- | siedemdziesi- | osiemdziesi- | dziewięćdziesi- | stu   |
| A*), B, R, T, H, M | -stu      | -stu       | -ęciu       | -ęciu        | -ęciu         | -ęciu        | -ęciu           | stu   |
| E                  | -stoma    | -stoma     | -ęcioma     | -ęcioma      | -ęcioma       | -ęcioma      | -ęcioma         | stoma |

| eset               | 200    | 300    | 400     | 500     | 600      | 700      | 800    | 900         |
| rowspan=2          | dwu-   | trzy-  | cztery- | pięciu- | sześciu- | siedmiu- | ośmiu- | dziewięciu- |
| A*), B, R, T, H, M | -stu   | -stu   | -stu    | -set    | -set     | -set     | -set   | -set        |
| E                  | -stoma | -stoma | -stoma  | -set    | -set     | -set     | -set   | -set        |

*)Főnév birtokos esetben
- Általános hímnemű főnév (élő: pies /kutya/ és élettelen: stół /asztal/), semleges nemű főnév (jezioro /tó/)

| eset | 2                         | 3                   | 4                   | 5                    | 6                    | 7                    | 8                    | 9                    | 10                   |                |                |                |
| A    | dwa                       | trzy                | cztery              | pięć                 | sześć                | siedem               | osiem                | dziewięć             | dziesięć             |                |                |                |
| A    | psy, stoły, jeziora       | psy, stoły, jeziora | psy, stoły, jeziora | psów, stołów, jezior | psów, stołów, jezior | psów, stołów, jezior | psów, stołów, jezior | psów, stołów, jezior | psów, stołów, jezior |                |                |                |
| B    | dwu/dwóch                 | trzech              | czterech            | pięciu               | sześciu              | siedmiu              | ośmiu                | dziewięciu           | dziesięciu           |                |                |                |
| B    | psów, stołów, jezior      |                     |                     |                      |                      |                      |                      |                      |                      |                |                |                |
| R    | dwóm                      | trzem               | czterem             | pięciu               | sześciu              | siedmiu              | ośmiu                | dziewięciu           | dziesięciu           |                |                |                |
| R    | psom, stołom, jeziorom    |                     |                     |                      |                      |                      |                      |                      |                      |                |                |                |
| T    | dwa                       | trzy                | cztery              | pięć                 | sześć                | siedem               | osiem                | dziewięć             | dziesięć             |                |                |                |
| T    | psy, stoły, jeziora       | psy, stoły, jeziora | psy, stoły, jeziora | psów, stołów, jezior | psów, stołów, jezior | psów, stołów, jezior | psów, stołów, jezior | psów, stołów, jezior | psów, stołów, jezior |                |                |                |
| E    | dwoma                     | trzema              | czterema            | pięcioma             | sześcioma            | siedmioma            | ośmioma              | dziewięcioma         | dziesięcioma         |                |                |                |
| E    | psami, stołami, jeziorami |                     |                     |                      |                      |                      |                      |                      |                      |                |                |                |
| H    | dwu/dwóch                 | trzech              | czterech            | pięciu               | sześciu              | siedmiu              | ośmiu                | dziewięciu           | dziesięciu           |                |                |                |
| H    | psach, stołach, jeziorach |                     |                     |                      |                      |                      |                      |                      |                      |                |                |                |
| M    | mint alanyeset            | mint alanyeset      | mint alanyeset      | mint alanyeset       | mint alanyeset       | mint alanyeset       | mint alanyeset       | mint alanyeset       | mint alanyeset       | mint alanyeset | mint alanyeset | mint alanyeset |

| eset    | 11      | 12     | 13      | 14       | 15      | 16      | 17        | 18       | 19          | 20       |
| A, T, M | jedena- | dwana- | trzyna- | czterna- | piętna- | szesna- | siedemna- | osiemna- | dziewiętna- | dwadzie- |
| A, T, M | -ście   | -ście  | -ście   | -ście    | -ście   | -ście   | -ście     | -ście    | -ście       | -ścia    |
| B, R, H | jedena- | dwuna- | trzyna- | czterna- | piętna- | szesna- | siedemna- | osiemna- | dziewiętna- | dwudzie- |
| B, R, H | -stu    |        |         |          |         |         |           |          |             |          |
| E       | jedena- | dwuna- | trzyna- | czterna- | piętna- | szesna- | siedemna- | osiemna- | dziewiętna- | dwudzie- |
| E       | -stoma  |        |         |          |         |         |           |          |             |          |

| eset    | 30        | 40         | 50          | 60           | 70            | 80           | 90              | 100   |
| eset    | trzydzie- | czterdzie- | pięćdziesi- | sześćdziesi- | siedemdziesi- | osiemdziesi- | dziewięćdziesi- | sto   |
| A, T, M | -ści      | -ści       | -ąt         | -ąt          | -ąt           | -ąt          | -ąt             | sto   |
| B, R, H | -stu      | -stu       | -ęciu       | -ęciu        | -ęciu         | -ęciu        | -ęciu           | stu   |
| E       | -stoma    | -stoma     | -ęcioma     | -ęcioma      | -ęcioma       | -ęcioma      | -ęcioma         | stoma |

| eset    | 200      | 300    | 400     | 500     | 600      | 700      | 800    | 900         |
| A, T, M | dwieście | trzy-  | cztery- | pięć-   | sześć-   | siedem-  | osiem- | dziewięć-   |
| A, T, M | dwieście | -sta   | -sta    | -set    | -set     | -set     | -set   | -set        |
| B, R, H | dwustu   | trzy-  | cztery- | pięciu- | sześciu- | siedmiu- | ośmiu- | dziewięciu- |
| B, R, H | dwustu   | -stu   | -stu    | -set    | -set     | -set     | -set   | -set        |
| E       | dwustoma | trzy-  | cztery- | pięciu- | sześciu- | siedmiu- | ośmiu- | dziewięciu- |
| E       | dwustoma | -stoma | -stoma  | -set    | -set     | -set     | -set   | -set        |

- Nőnemű főnév (élő: studentka /diaklány/, élettelen: wieża /torony/)

| eset | 2                    | 3                | 4                | 5               | 6               | 7               | 8               | 9               | 10              |
| A    | dwie                 | trzy             | cztery           | pięć            | sześć           | siedem          | osiem           | dziewięć        | dziesięć        |
| A    | studentki, wieże     | studentki, wieże | studentki, wieże | studentek, wież | studentek, wież | studentek, wież | studentek, wież | studentek, wież | studentek, wież |
| B    | dwu/dwóch            | trzech           | czterech         | pięciu          | sześciu         | siedmiu         | ośmiu           | dziewięciu      | dziesięciu      |
| B    | studentek, wież      |                  |                  |                 |                 |                 |                 |                 |                 |
| R    | dwóm                 | trzem            | czterem          | pięciu          | sześciu         | siedmiu         | ośmiu           | dziewięciu      | dziesięciu      |
| R    | studentkom, wieżom   |                  |                  |                 |                 |                 |                 |                 |                 |
| T    | dwie                 | trzy             | cztery           | pięć            | sześć           | siedem          | osiem           | dziewięć        | dziesięć        |
| T    | studentki, wieże     | studentki, wieże | studentki, wieże | studentek, wież | studentek, wież | studentek, wież | studentek, wież | studentek, wież | studentek, wież |
| E    | dwiema               | trzema           | czterema         | pięcioma        | sześcioma       | siedmioma       | ośmioma         | dziewięcioma    | dziesięcioma    |
| E    | studentkami, wieżami |                  |                  |                 |                 |                 |                 |                 |                 |
| H    | dwu/dwóch            | trzech           | czterech         | pięciu          | sześciu         | siedmiu         | ośmiu           | dziewięciu      | dziesięciu      |
| H    | studentkach, wieżach |                  |                  |                 |                 |                 |                 |                 |                 |
| M    | mint alanyeset       | mint alanyeset   | mint alanyeset   | mint alanyeset  | mint alanyeset  | mint alanyeset  | mint alanyeset  | mint alanyeset  | mint alanyeset  |

Az összekapcsolások „számnév 11-től 999-ig + nőnemű főnév” úgy ragozódnak, mint az összekapcsolások általános alakú főnevekkel (pl. pies, jezioro)
- Vegyes csoportok (lányok és fiúk: studenci /diákok/, dzieci /gyerekek/, rodzeństwo /testvérek – semleges nemű gyűjtő főnév/)

Az összekapcsolásokban „2 ÷ 99 + vegyes csoport”, a főnevek mindig a birtokos eset alakját veszik fel (studentów, dzieci, rodzeństwa), a számnevek pedig következő módon ragozódnak:
| eset | 2              | 3              | 4              | 5              | 6              | 7              | 8              | 9              | 10             |
| eset | dwoj-          | troj-          | czwor-         | pięcior-       | sześcior-      | siedmior-      | ośmior-        | dziewięcior-   | dziesięcior-   |
| A    | -e             | -e             | -o             | -o             | -o             | -o             | -o             | -o             | -o             |
| B    | -ga            | -ga            | -ga            | -ga            | -ga            | -ga            | -ga            | -ga            | -ga            |
| R    | -gu            | -gu            | -gu            | -gu            | -gu            | -gu            | -gu            | -gu            | -gu            |
| T    | -e             | -e             | -o             | -o             | -o             | -o             | -o             | -o             | -o             |
| E    | -giem          | -giem          | -giem          | -giem          | -giem          | -giem          | -giem          | -giem          | -giem          |
| H    | -gu            | -gu            | -gu            | -gu            | -gu            | -gu            | -gu            | -gu            | -gu            |
| M    | mint alanyeset | mint alanyeset | mint alanyeset | mint alanyeset | mint alanyeset | mint alanyeset | mint alanyeset | mint alanyeset | mint alanyeset |

| 11 | jedena-     | -ścior- | \| A \| -o \| \| B \| -ga \| \| R \| -gu \| \| T \| -o \| \| E \| -giem \| \| H \| -gu \| \| M \| -o \| |
| 12 | dwana-      | -ścior- | \| A \| -o \| \| B \| -ga \| \| R \| -gu \| \| T \| -o \| \| E \| -giem \| \| H \| -gu \| \| M \| -o \| |
| 13 | trzyna-     | -ścior- | \| A \| -o \| \| B \| -ga \| \| R \| -gu \| \| T \| -o \| \| E \| -giem \| \| H \| -gu \| \| M \| -o \| |
| 14 | czterna-    | -ścior- | \| A \| -o \| \| B \| -ga \| \| R \| -gu \| \| T \| -o \| \| E \| -giem \| \| H \| -gu \| \| M \| -o \| |
| 15 | piętna-     | -ścior- | \| A \| -o \| \| B \| -ga \| \| R \| -gu \| \| T \| -o \| \| E \| -giem \| \| H \| -gu \| \| M \| -o \| |
| 16 | szesna-     | -ścior- | \| A \| -o \| \| B \| -ga \| \| R \| -gu \| \| T \| -o \| \| E \| -giem \| \| H \| -gu \| \| M \| -o \| |
| 17 | siedemna-   | -ścior- | \| A \| -o \| \| B \| -ga \| \| R \| -gu \| \| T \| -o \| \| E \| -giem \| \| H \| -gu \| \| M \| -o \| |
| 18 | osiemna-    | -ścior- | \| A \| -o \| \| B \| -ga \| \| R \| -gu \| \| T \| -o \| \| E \| -giem \| \| H \| -gu \| \| M \| -o \| |
| 19 | dziewiętna- | -ścior- | \| A \| -o \| \| B \| -ga \| \| R \| -gu \| \| T \| -o \| \| E \| -giem \| \| H \| -gu \| \| M \| -o \| |
| A  | -o          |         | |
| B  | -ga         |         | |
| R  | -gu         |         | |
| T  | -o          |         | |
| E  | -giem       |         | |
| H  | -gu         |         | |
| M  | -o          |         | |

| 20 | dwadzieś-        | -cior- | \| A \| -o \| \| B \| -ga \| \| R \| -gu \| \| T \| -o \| \| E \| -giem \| \| H \| -gu \| \| M \| -o \| |
| 30 | trzydzieś-       | -cior- | \| A \| -o \| \| B \| -ga \| \| R \| -gu \| \| T \| -o \| \| E \| -giem \| \| H \| -gu \| \| M \| -o \| |
| 40 | czterdzieś-      | -cior- | \| A \| -o \| \| B \| -ga \| \| R \| -gu \| \| T \| -o \| \| E \| -giem \| \| H \| -gu \| \| M \| -o \| |
| 50 | pięćdziesię-     | -cior- | \| A \| -o \| \| B \| -ga \| \| R \| -gu \| \| T \| -o \| \| E \| -giem \| \| H \| -gu \| \| M \| -o \| |
| 60 | sześcdziesię-    | -cior- | \| A \| -o \| \| B \| -ga \| \| R \| -gu \| \| T \| -o \| \| E \| -giem \| \| H \| -gu \| \| M \| -o \| |
| 70 | siedemdziesię-   | -cior- | \| A \| -o \| \| B \| -ga \| \| R \| -gu \| \| T \| -o \| \| E \| -giem \| \| H \| -gu \| \| M \| -o \| |
| 80 | osiemdziesię-    | -cior- | \| A \| -o \| \| B \| -ga \| \| R \| -gu \| \| T \| -o \| \| E \| -giem \| \| H \| -gu \| \| M \| -o \| |
| 90 | dziewięćdziesię- | -cior- | \| A \| -o \| \| B \| -ga \| \| R \| -gu \| \| T \| -o \| \| E \| -giem \| \| H \| -gu \| \| M \| -o \| |
| A  | -o               | -cior- | \| A \| -o \| \| B \| -ga \| \| R \| -gu \| \| T \| -o \| \| E \| -giem \| \| H \| -gu \| \| M \| -o \| |
| B  | -ga              |        | |
| R  | -gu              |        | |
| T  | -o               |        | |
| E  | -giem            |        | |
| H  | -gu              |        | |
| M  | -o               |        | |

Az összekapcsolások "100 többszöröse + vegyes csoport" következő módon ragozódnak:
| eset | 100                               | 200            | 300            | 400            | 500            | 600            | 700            | 800            | 900            |
| A    | sto                               | dwieście       | trzysta        | czterysta      | pięćset        | sześćset       | siedemset      | osiemset       | dziewięćset    |
| A    | studentów, dzieci, rodzeństwa     |                |                |                |                |                |                |                |                |
| B    | stu                               | dwustu         | trzystu        | czterystu      | pięciuset      | sześciuset     | siedmiuset     | ośmiuset       | dziewięciuset  |
| B    | studentów, dzieci, rodzeństwa     |                |                |                |                |                |                |                |                |
| R    | stu                               | dwustu         | trzystu        | czterystu      | pięciuset      | sześciuset     | siedmiuset     | ośmiuset       | dziewięciuset  |
| R    | studentom, dzieciom, rodzeństwu   |                |                |                |                |                |                |                |                |
| T    | sto                               | dwieście       | trzysta        | czterysta      | pięćset        | sześćset       | siedemset      | osiemset       | dziewięćset    |
| T    | studentów, dzieci, rodzeństwa     |                |                |                |                |                |                |                |                |
| E    | stu                               | dwustu         | trzystu        | czterystu      | pięciuset      | sześciuset     | siedmiuset     | ośmiuset       | dziewięciuset  |
| E    | studentami, dziećmi, rodzeństwem  |                |                |                |                |                |                |                |                |
| H    | stu                               | dwustu         | trzystu        | czterystu      | pięciuset      | sześciuset     | siedmiuset     | ośmiuset       | dziewięciuset  |
| H    | studentach, dzieciach, rodzeństwa |                |                |                |                |                |                |                |                |
| M    | mint alanyeset                    | mint alanyeset | mint alanyeset | mint alanyeset | mint alanyeset | mint alanyeset | mint alanyeset | mint alanyeset | mint alanyeset |

Ha a számnévvel meghatározott alany birtokos esetben van, az állítmány semleges nemű, egyes számú. Ezért:
dwóch / trzech / czterech / pięciu / dziesięciu mężczyzn stoi (stało), dwadzieścia kobiet słucha (słuchało), pięć / siedem psów biegnie (biegło), czworo / dziesięcioro dzieci śpi (spało) – mert az alany – mężczyźni, kobiety, psy, dzieci – birtokos esetben van
de: dwaj / trzej / czterej mężczyźni stoją (stali), trzy kobiety słuchają (słuchały), cztery psy biegną (biegły) – mert az alany alanyesetben van
A tysiąc számnév 1000-től 1999-ig elfogad olyan ragokat, ahogy pisklę (semleges nemú főnév – ennek ellenére, hogy tysiąc himnemű számnév; lásd tábla), pedig milion 1 000 000-tól – 1 999 999-ig – ahogy słup. A ragozásuk változatlan, tekintet nélkül erre, hogy milyen nemű a meghatározott főnév; ez a főnév mindig többes számú birtokos esetben van.
Az ezer és millió többszörösei szintén követelnek birtokos eset többes számú főnevet.
A sokszavú számnevekben minden rész ragozódik, a jeden számnév kivételével. Pl.: z tysiącem dwustu osiemdziesięciu trzema osobami (1283 személlyel), de z tysiącem dwustu osiemdziesięciu jeden osobami (1281 személlyel).

#### Sorszámnév(liczebnik porządkowy)
| 1 – pierwszy  | 11 – jede-     | -nasty | 10 – dziesiąty | 10 – dziesiąty | 100 – setny     | 100 – setny |
| 2 – drugi     | 12 – dwu-      | -nasty | 20 – dwu-      | -dziesty       | 200 – dwu-      | -setny      |
| 3 – trzeci    | 13 – trzy-     | -nasty | 30 – trzy-     | -dziesty       | 300 – trzech-   | -setny      |
| 4 – czwarty   | 14 – czter-    | -nasty | 40 – czter-    | -dziesty       | 400 – czterech- | -setny      |
| 5 – piąty     | 15 – pięt-     | -nasty | 50 – pięć-     | -dziesiąty     | 500 – pięć-     | -setny      |
| 6 – szósty    | 16 – szes-     | -nasty | 60 – sześć-    | -dziesiąty     | 600 – sześć-    | -setny      |
| 7 – siódmy    | 17 – siedem-   | -nasty | 70 – siedem-   | -dziesiąty     | 700 – siedem-   | -setny      |
| 8 – ósmy      | 18 – osiem-    | -nasty | 80 – osiem-    | -dziesiąty     | 800 – osiem-    | -setny      |
| 9 – dziewiąty | 19 – dziewięt- | -nasty | 90 – dziewięć- | -dziesiąty     | 900 – dziewięć- | -setny      |

1000 – tysięczny, 1 000 000 – milionowy
Ha a szám nagyobb mint 100, a sorszámnevet csak a két utolsó számjegytől alakítjuk – pl. 327 – trzysta dwudziesty siódmy, 12 450 – dwanaście tysięcy czterysta pięćdziesiąty.
Ha pedig a szám a száz többszöröse (pl. 23 400), a sorszámnevet a százasoktól alakítjuk (dwadzieścia trzy tysiące czterechsetny). Hasonlóan van az ezer többszörösei esetében, de itt bonyolultabb a ragozás. A 2000 és 3000 esetében, a sorszámnevek: dwutysięczny, trzytysięczny. Nagyobb számok esetében vehetjük az eszközhatározó eset alakját és elhagyjuk az ezereket és a tízezreseket jelentő részekben levő -ma ragot. Azután hozzácsatoljuk a tysięczny számnév megfelelő alakját. Az ilyen módon megalkotott számnevet egybeírjuk, más sorszámnevektől eltérően. Ha viszont a számnév milliónál nagyobb, a milliókat jelentő részét tőszámnév alakjában hagyjuk és külön írjuk.
Pl.: 125 000 – eszközhatározó eset: stu dwudziestoma pięcioma (tysiącami) ⇒ studwudziestopięciotysięczny (csak a tysięczny rész ragozandó)
234 000 – eszközhatározó eset: dwustu trzydziestoma czteroma (tysiącami) ⇒ dwustutrzydziestoczterotysięczny (csak a tysięczny rész ragozandó)
352 000 – eszközhatározó eset: trzystu pięćdziesięcioma dwoma (tysiącami) ⇒ trzystupięćdziesięciodwutysięczny
3 125 000 – trzy miliony studwudziestopięciotysięczny (trzy miliony – nem ragozott)
A sorszámnevek úgy ragozódnak, mint melléknevek. A 100, 1000 és 1 000 000 többszörösei esetében, csak azokat a részeket ragozzuk, amelyektől a sorszámnév meg van alakítva.
Pl. 327 – trzysta dwudziestego siódmego, 12 450 – z dwanaście tysięcy czterysta pięćdziesiątym, 23 400 – dwadzieścia trzy tysiące czterechsetnemu, 125 000 –studwudziestopięciotysięcznemu, 3 125 000 – trzy miliony studwudziestopięciotysięcznego.

#### Törtek
A tört nevezője – nőnemű sorszámnév, a számláló – az ilyen sorszámnévnek megfelelő alakú tőszámnév. A számnevek ragozásának szokásos szabályai érvényesek. Ezért pl.: 1/2 – jedna druga, 1/4 – jedna czwarta (ahogy jedna ładna dziewczyna); 2/5 – dwie piąte (ahogy dwie ładne dziewczyny), 5/8 – pięć ósmych (ahogy pięć ładnych dziewczyn), 0,14 – czternaście setnych.
Ha a szám egész részből és törtből áll, az i kötőszó áll közöttük: 2,15 – dwa i piętnaście setnych.

##### Százalék
Ha tőszámnevekkel párosul, a procent (százalék) szó nem változtatja az alakját (3% – trzy procent, 6% – sześć procent). Többes számú birtokos esetben és tárgyesetben a procent szót nem ragozzuk, a többi esetben azonban a szokott módon igen (23%: A. dwadzieścia trzy procent – B. dwudziestu trzech procent – R. dwudziestu trzem procentom – T. dwadzieścia trzy procent – E. dwudziestoma trzema procentami – H. dwudziestu trzech procentach)
Ha a mondatban a procent szó számnévvel párosul, az állítmányt egyes szám semlegesnemben kell használni (piętnaście procent obecnych głosowało – a jelenlevők 15%-a szavazott).

### Elöljárószó
Elöljárószavak (przyimki) a főnevekkel, névmásokkal, melléknevekkel és számnevekkel párosult ragozatlan szavak. Rendszerint leírják a magukkal párosult szót illető térbeli (néha mennyiségi vagy ok-okozati) viszonyokat. A magyarban ragok és névutók játsszák az elöljárószavak szerepét.
Az elöljárószavak konkrét nyelvtani esetet követelnek. Soha nem kapcsolódnak alany- és megszólító esettel. Némely elöljáró kapcsolódhat két, vagy több esettel. Többek között, olyan elöljárószavak határoznak mozgást egy adott tárgy irányában, illetve statikus tartózkodást a tárggyal elfoglalt helyen, illetve mozgást egy tárgy irányából (az első helyzetben tárgyesetet vagy birtokos estetet követelnek, a másodikban helyhatározó vagy eszköz esetet, a harmadikban pedig eszköz esetet):
|                           | na / z               | nad / sponad                                       | pod / spod               | przed / sprzed             | w / do / z                    | za / zza                 | między / spomiędzy                               |
| cselekvés valami irányába | T. -ra/-re           | T. fölé                                            | T. alá                   | T. elé                     | T./B. -ba/-be                 | T mögé, túl              | T. közé                                          |
| cselekvés valami irányába | na szafę szekrényre  | nad szafę szekrény fölé                            | pod szafę szekrény alá   | przed szafę szekrény elé   | do szafy / w szafę szekrénybe | za szafę szekrény mögé   | między szafę a stół szekrény és asztal közé      |
| nyugalom                  | H. -an/-ön/-en/-n    | E. fölött, -nál,-nél                               | E. alatt                 | E. előtt                   | H. -ban/-ben                  | E. mögött, túl           | E. között                                        |
| nyugalom                  | na szafie szekrényen | nad szafą – szekrény fölött nad morzem – tengernél | pod szafą szekrény alatt | przed szafą szekrény előtt | w szafie szekrényben          | za szafą szekrény mögött | między szafą a stołem szekrény és asztal között  |
| cselekvés valami felől    | -ról/-ről            | fölül                                              | alól                     | elől                       | -ból/-ből                     | mögül, túlról            | közül                                            |
| cselekvés valami felől    | z szafy szekrényről  | sponad szafy szekrény fölül                        | spod szafy szekrény alól | sprzed szafy szekrény elől | z szafy szekrényből           | zza szafy szekrény mögül | spomiędzy szafy a stołu szekrény és asztal közül |

(a „mozgás tárgy felé” sorban az megelőző soroktól eltérő elöljárószavak szerepelnek, melyek mind birtokos esettel társulnak)
(a belsőbe irányuló cselekvést – melyet a magyar nyelv -ba/-be raggal fejez ki – a lengyel nyelv helyzettől függően kétféleképpen fejezi ki. Például: szekrénybe tenni: do szafy, birtokos eset, szekrénybe ütni: w szafę tárgyeset)
A tárgyesettel párosult za elöljárószónak más jelentésük is van:
- za + T. – -ért (walczyć za pokój /harcol a békéért/, za 5 złotych /5 złotyért/), múlva (za 3 minuty /3 perc múlva/), helyett (zrobić coś za kolegę /csinálni vt a barát helyett/), -ul/-ül (za karę /büntetésül/), -an/-ön/-en/-n (wziąć za kark /nyakon csíp/)

A többi elöljárószó, két esettel párosítandó:
- z + E. – -val/-vel (z kolegą /baráttal/);

z + B. – -ból/-ből, -ról/-ről (zdjąć z szafy /levesz szekrényről/, wyjąć z szafy /kivesz szekrényből/)
- o + T. – -ba/-be (uderzyć się o szafę /beleüt szekrénybe/, uderzyć w szafę /megüt szekrénybe/), -val/-vel (starszy o rok /egy évvel idősebb/), -ért (walczyć o pokój /harcol a békéért/)

o + H. – -kor (o ósmej godzinie /nyolc órakor/), -ról/-ről (mówić o kimś / o czymś /mond vről/), -ú/-ű (dziewczyna o perłowych włosach /gyöngyhajú lány/)
Többi eset:
Birtokos eset:
- do – -ba/-be (włożyć do szafy /betesz szekrénybe/), -hoz/-hez/-höz (podejść do szafy /odamegy szekrényhez/), -ig (płaszcz do kolan /kabát térdig/), -való (do jedzenia /ennivaló/), iránt, szemben
- od – -tól/-től (od szafy /szekrénytől/, od poniedziałku /hétfőtől/), -óta (od godziny /egy óra óta/), -nál/-nél (összehasonlítva mellékneveket – lásd Összehasonlítás és melléknevek fokozása)
- dla – számára, részére, -nak/-nek
- bez – nélkül (bez pracy /munka nélkül/)
- zza – mögül, túlról (zza chmur /felhők mögül, felhőkön túlról/)
- sprzed – elől (sprzed szafy /szekrény elől/)
- spod – alól (spod szafy /szekrény alól/)
- koło, obok – amint przy
- u – -nál/-nél (mieszkać u znajomych /ismerősöknél lakik/)
- naprzeciw(ko) – szemben (naprzeciw(ko) poczty /postával szemben/)
- mimo, pomimo – ellenére (mimo wiatru /szélnek ellenére/)
- prócz, oprócz – kívül, kivéve (wszyscy oprócz Jasia /mindenki Jancsit kivéve/)
- wokół – köré (wokół domu /ház köré/)
- podczas – közben (podczas obiadu /ebéd közben/)
- wewnątrz – belül (wewnątrz organizmu /szervezeten belül/); ez az elöljárószó önállóan is használható és akkor azt jelenti, hogy bent
- na zewnątrz – kívül (na zewnątrz budynku /épületen kívül/);

Részes eset:
- ku – felé, iránt (ku domowi /ház felé/)
- przeciw, wbrew – ellen, ellenében, ellenére (przeciw wiatrowi /szél ellenében/)

Tárgyeset:
- przez, poprzez – keresztül, át (przez ulicę /utcán keresztül/), -ig (przez tydzień /egy hétig/), miatt (spóźniłem się przez korki /elkéstem dugók miatt/), által (szenvedő alakban – lásd Szenvedő alak)

Helyhatározó eset:
- po – -an/-ön/-en/-n (chodzić po ścianie /falon jár/), után (po wojnie /háború után/), -nként (po nocach /éjszakánként/), -ért (po 5 złotych /5 złotyért/), -ul/-ül (milyen nyelvben: po polsku /lengyelül/, po węgiersku /magyarul/)
- przy -nál/-nél, mellett (stać przy domu /háznál áll, ház mellett áll/), mellé (stawać przy domu /ház mellé áll/)

A ja (én) névmás alakjai (mnie, mną) előtt álló nad, pod, przed, w, z, od, bez, sprzed, spod, przez elöljárószavak végéhez hozzácsatoljuk az e magánhangzót (beze mnie, we mnie, przede mną, ze mną). Az e hangzót is szerzik meg:
- a w elöljárószó – ha a szó, amelyik előtt áll, kezdődik két mássalhangzóval, amelyikből az első – w vagy f (we wsi /falúban/, we Francji /Franciaországban/, de w Warszawie /Varsóban/, w finale /döntőben/),
- a z elöljárószó – ha a szó, amelyik előtt áll, kezdődik két mássalhangzóval, amelyikből az első – s, sz, z, ź vagy ż (ze stali /acélból van/, ze Szwecji /Svédországból/, ze źrebięciem /csikóval/, de z zesłania /száműzésből/, z żelaza /vasból van/). A többiek nem változtatják az alakjukat, még akkor se, ha a kifejezés nehezen ejthető ki (z drżącymi nogami /didereg lábbal/, w Strwiążu /Strwiąż-ban – Dnyeszter mellékfolyó/).

## A lengyel nyelv dialektusai
Megkülönböztethetjük a lengyel nyelv négy (vagy öt) fő dialektusát (lásd a térképet):

### Mazóviai(mazowiecki)
Nagyon eltér az általános nyelvtől, mert Mazóvia 1526-ig, azaz a lengyel történelem majd 500 éve alatt, külön fejedelemség volt és a mazóviai nyelv önállóan fejlődhetett. Maga a dialektus is változatos – ebben a Kurpie (Ostrołęka környéke), Mazury és Podlasie tájszólásai a legeltérőbbek. A legjellegzetesebb vonás – mazurzenie, amely abban áll, hogy a sz, cz, dż, ż mássalhangzók a s, c, dz, z-vel vannak helyettesítve (czysty ⇒ [cysty] /tiszta/, może ⇒ [może] /lehet/). A lágy r-től származó rz mássalhangzó nem szenvedi a mazurzenie-t, azért így kiejtendő, mint az irodalmi lengyel nyelvben – amint ż (pl. a morze /tenger/ szót kiejtjük mint [może]). Ezenkívül:
- ą – nazális u-nak ejtendő (minden változással, amelyet szenved az ą hangzó – lásd Magánhangzók – pl. dąb ⇒ [dumb] /tölgyfa/, łąka ⇒ [łuɳka] /mező/), a szó végén pedig – a szokásos u-nak (idą drogą ⇒ [idu drogu] /mennek az úton/);
- y – i-nak ejtendő, de a megelőző mássalhangzót nem lágyítják (syn ⇒ [s-in] /vnek a fia/),
- a li csoport – ly-nak ejtendő (liść ⇒ [lyść] /fa levele/);
- minél tovább északra, annál kifejezettebben a p’, b’, m’, w’ lágy hangzók ejtendő mint ph’ – pś, bh’ – bź, mń – ń, wź – ź (wiatr /szél/ ejtendő Kurpiében mint [wziatr], Mazuryban mint [ziatr], hasonlóan változik pl. pies ⇒ [phies – psies] /kutya/, miasto ⇒ [mniasto – niasto] /város/);
- a ke/kie, ge/gie csoportok kiejtése Mazuryban mindig kemény (kierownik ⇒ [kerownik] /igazgató/), Varsó környékén – mindig lágy (rękę ⇒ [reŋkie] /kezet/),
- 2. személy többes szám jelen idő jelentő és felszólító módú igék elfogadják a – -ta ragot (robicie ⇒ robita /csináltok/, róbcie ⇒ róbta /csináljatok/)
- az irodalmi lengyelben, ifjú állatok neveit alakítanak az -ę rag segítségével (prosię, źrebię, kurczę /malac, csikó, csirke/), Mazóviában pedig – az -ak rag segítségével (prosiak, źrebak, kurcak – ebben az utolsóban a mazurzenie kifejezetten hallható). Ez a rag közönségessé vált az általános lengyel nyelvben. Hasonlóan, a városok lakosai neveiket az irodalmi nyelvben az -anin rag segítségével alakítják, Mazoviában pedig – az -ak rag segítségével (warszawianin ⇒ warszawiak, krakowianin ⇒ krakowiak) – és némely városokra vonatkozólag, ez is az általános szabállyá lett.

A podlasiei (Białystoki) tájszólás így nagyon eltér a többi mazóviai tájszólásból, hogy laikusok között gyakran a külön dialektusnak tartott. A legjellegzetesebb vonása – a hangsúlyozott magánhangzó érthető lehulló hanggal ejtendő, aminek folytán a tájszólás dallamos (ezt a vonást a lengyelek zaśpiew-nek nevezik, ami zaśpiewać /elénekel/ igétől származik). Ezenkívül, a ś/si, ć/ci, ź/zi, dź/dzi lágy magánhangzók majdnem keménynek ejtendő (ahogy a szia magyar szóban), megkülönböztethető a zöngés h ([ɣ]) és zöngétlen ch ([x]), pedig ł az orosz л-nek ([ɫ]) ejtendő. Vannak is a vonások, amelyek mutatnak a tájszólás közelebb rokonságát az orosz és fehérorosz nyelvekkel, mint az irodalmi lengyel nyelvé (pl. a się névmás pozíciója – mindig ige után, még akkor, ha az ige mondat végén áll; az ige múlt idejű alakjai azonosak 1., 2. és 3. személyben – ja chodził(a), ty chodził(a), on / ona chodził(a), my chodzili, wy chodzili, oni chodzili).

### Nagy-lengyel(wielkopolski)
Ez az irodalmi lengyel nyelv alapja. A legjellegzetesebb vonásai – mazurzenie hiánya és némely magánhangzók kéthangzós kiejtése (mint diftongusoké). A dialektusban sok német jövevényszó. Többi vonás:
- o ejtendő mint uo, oe illetve ue (vidéktől függően – koza ⇒ [kuoza, koeza, kueza] /kecske/), az m, n, ń mássalhangzók előtt – mint uy (koń ⇒ [kuyń] /ló/, dom ⇒ [duym] /ház/);
- a lágy mássalhangzók után álló -owi rag -ewi-vé válik (Jasiowi ⇒ Jasiewi /Jancsinak/, de szintén szewcowi ⇒ szewcewi /cipésznek/, mert itt c régen lágy volt);
- ó – uy-nak ejtendő (de u már nem: góra ⇒ [guyra] /hegy/, de pl. ruch /mozgás/ változások nélkül ejtendő);
- eł – oł-nak ejtendő (Paweł ⇒ Pawoł /Pál/);
- a szavak elején álló wo- csoport ejtendő mint uo vagy uue (woda ⇒ [uoda, ueda] /víz/), viszont wó- – mint uó vagy uy (wóz ⇒ [uóz, uyz] /szekér/]). Azért pl. wół – woły /ökör – ökrök/ ejtendő mint [ueł – uyły];
- az m, n, ń előtt álló e ejtendő mint y (cement ⇒ [cymynt], kamień ⇒ [kamiyń] /[kő/), de ha e az ólengyel hosszú e-től származik – mindig y-nek ejtendő;
- y ejtendő mint yj, különösen a szavak végén és hangsúlyozott szótagban (ryba ⇒ [ryjba] /hal/);
- ą hasonlóan ejtendő mint a mazóviai dialektusban;
- ę nazális y-nek ejtendő, minden változással, amelyet szenved az ę hangzó – lásd Magánhangzók (gęś ⇒ [gyńś] /liba/, dęby ⇒ [dymby] /tölgyfák/, miękki ⇒ [miyŋki] /lágy/).

### Kis-lengyel(małopolski)
Bár az irodalmi nyelv a nagy-lengyel dialektuson alapszik, a kis-lengyel dialektus igen jelentős szerepet játszott a mai formájának kialakulásában. Ennek egyik oka, hogy Kis-Lengyelország központja, Krakkó több mint 5 évszázadon át volt Lengyelország fővárosa.
A dialektus nagyon változatos – különösen kitűnik a Podhale tájszólása. A dialektust jellemzi a mazurzenie illetve az ę és ą magánhangzók denazálizáció (sokfelé mértékben, a vidéktől függően – a legerősebb a Kielce környékén, ahol ezek a hangzók e / o-vá válnak: gęś, książka ⇒ [geś, ksiozka] /liba, könyv/). Többi vonás:
- A standard nyelvben a dz, z, dż, ż, dź, ź, d, b, w, g előtt álló zöngétlen mássalhangzó zöngéssé válik (szef brata ⇒ [ʂevbrata] /a testvérem főnöke/); a kis-lengyel dialektusban pedig szintén válik zöngéssé az utolsó mássalhangzó az ilyen szóban, amely áll a magánhangzóval vagy j, ł, l, r, m, n, ń-nyel kezdődő szó előtt (samochód ojca /apa kocsija/ a standard nyelvben ejtendő mint [samohutojca], a dialektusban pedig [samohudojca], hasonlóan sok malinowy – [sokmalinowy] ⇒ [sogmalinowy] /málnalé/). Szintén zöngéssé válik az 1. személy többes számú igék ragja: -śmy’’ (poszliśmy ⇒ [poszliźmy] /mentünk/).
- Az ólengyel hosszú a ejtendő mint o (ptak ⇒ ptok /madár/, czytałem ⇒ cytołem vagy még cytołek is /olvastam/).
- Megszólító esetben a hangsúly átmegy az utolsó szótagra, még akkor is, ha a megszólító eset helyett az alanyesetet használjuk ebben a szerepben (ami egyre gyakoribb a mai közbeszédben): Marek ⇒ Marku!, illetve a közbeszédben Marek! (a szabályos nyelvben az alanyesetben van Marek). Ennek a vonásnak folytán a dialektus dallamos.
- A -że partikula gyakran használt felszólító módban (weź ⇒ weźże /vegyel/, podajcie ⇒ podajcieże /adjatok oda/) – de a hangsúly marad a helyén ([podajcieże]);
- a t-rz, d-rz csoportok válnak cz, dż-vé (trzy ⇒ [czy] /három/, drzwi ⇒ [dżwi] /ajtó/, trzeba ⇒ [czeba] /kell/)

A Kielce környékén:
- a végén álló ch válik k-vá (niech ⇒ [niek] /hadd/, dwóch ⇒ [dwuk] /két Gen./)
- az első magánhangzókat megelőzik a mássalhangzók, aminek folytán diftongusok alakulnak a szóban: o, u ⇒ uo, uu’’ (osoba ⇒ [uosoba] /személy/, ucho ⇒ [uucho] /fül/), i, e ⇒ ji, je (idzie ⇒ [jidzie] /megy/, Ewa ⇒ [jEwa]), a ⇒ ha (Ameryka ⇒ [Hameryka]),
- az i, y, ami m, n, ń, r, l, ł előtt áll, e-nek ejtendő (z naszymi ⇒ [z naszemi] /miénkkel/, kobyła ⇒ [kobeła] /kanca/, pili ⇒ [pieli] /ittak/),
- a többes szám birtokos eset himnemű ragját (-ów) a nő- és semleges nemű szavakhoz is csatolják hozzá (łyżek ⇒ łyżków /kanalok Gen./, wiader ⇒ wiadrów /vödrök Gen./)
- a bez elöljárószót használják a przez helyett (bez las = przez las /erdőn keresztül/)
- a -ta rag 2. személy többes számú igékben (idziecie ⇒ idzieta /mentek/, byliście ⇒ byliśta /voltak/).

Az Újszandec környékén:
- a szó elején illetve zöngétlen mássalhangzók után álló o, u hangzók uo, uu-vá válnak (osoba ⇒ [uosoba] /személy/, ucho ⇒ [uucho] /fül/, koza ⇒ [kuoza] /kecske/),
- a szó elején mássalhangzó előtt illetve a szó végén álló ch válik k-vá (Chrystus ⇒ [Krystus], różnych ⇒ [róznyk] /különfelék Gen./),

Podhaleben:
- az -em/-am rag 1. személy egyes számú igékben -ek/-ak-ká válik (byłem ⇒ [byłek] /voltam/),
- nie (nem) a móc és mieć igék előtt ni-vé válik (nie mam, nie możesz ⇒ ni mom, ni mozes /nekem nincs, neked nem szabad/),
- a kt csoport ft-nek ejtendő (który ⇒ [ftory] /melyik/),
- szy, czy, ży ejtendő mint s-i, c-i, z-i kemény mássalhangzóval (annyira jellegzetes vonás, hogy podhalani archaizmusnak nevezték: pl. czysty ⇒ [c-isty] /tiszta/, życie ⇒ [z-icie] /élet/),
- ił ejtendő mint ył vagy eł (pił ⇒ [piył, pieł] /ivott/; robiła ⇒ [robiyła, robieła] /csinált/),
- az első szótag hangsúlyozott, mint a szlovák nyelvben; a kifejezésekben elöljárószavakkal a hangsúly az elöljárószóra hull, mert a kifejezést úgy tartják mint egy szót,
- sok nyelvtani alak a szlovák nyelvből,
- külön szókincs (a legismerősebb szavak: dutki = pieniądze /pénz/, siklawa = wodospad /vízesés/, bryndza, oscypek /juhsajtok/, ciupaga = siekiera /szekerce; régen védekezésre is szolgált/).

### Sziléziai(śląski)
A sziléziai dialektus megőrizte annyira különálló szókincset és mondattani szabályokat, hogy sok ember – szintén nyelvész – a külön nyelvnek ezt tartja. A 2002-évi népszámlálásban a sziléziai dialektus volt választandó a naponként használt nyelvek közül, viszont néhány sziléziai Szejm-képviselő bejelentette a törvénytervezetet, amelyik elismeri a sziléziai dialektust a regionális nyelvnek. A Nemzetközi Szabványügyi Szervezet kijelölte ennek az SZL kódot. A dialektusban van sok német és cséh jövevényszó, illetve sok szó az ólengyel nyelvből.

### Kasub(kaszubski)
A kasub dialektus a regionális nyelvnek hivatalosan el van ismerve (2005-től), bár a lengyel nyelvészek folyton vitatkoznak erről. A Nemzetközi Szabványügyi Szervezet kijelölte ennek a CSB-kódját. A gyerekek tanulják ezt néhány iskolában, érettségizni is lehet belőle.
A kasub dialektusnak (nyelvnek) saját ábécéje van, amiben vannak olyan hangzók, amelyek nem léteznek a lengyel nyelvben. A legjellegzetesebb vonás – kaszubienie: a lágy ć, ś, ź, dź hangzók válnak a kemény c, s, z, dz-vé. Példák: świat ⇒ [swiat] /világ/, zima ⇒ [zëma] /tél/, ziemia ⇒ [zemia] /föld – bolygó/, rodzić ⇒ [rodzëc] /szül/. A példákban látható ë betűt a kasubok szwa-nak neveznek (IPA: [ə]). Ez ejtendő e és a között, mint az ang. cat szóban.
A térképen látható ún. új vegyes dialektusok (nowe dialekty mieszane) ez a vegyülete a tájszólásainak, amelyeket áthozták a visszaszerzett területekre áttelepített a keleti határvidék illetve más országrészek lakosai a 2. világháború után. Ezek a dialektusok eltűnnek, mert nem egyöntetűek és eltérnek a többi országrésztől. Ezeknek nincsenek jellegzetes, közös az egész területben vonásai.
A lengyel nyelvjárások többi vonása (mazurzenie és kaszubienie kívül):
- Szadzenie – a mazurzenie ellentéte, azaz c, s, z, dz válnak cz, sz, ż,dż-vé. Jellegzetes a vidékekben, ahol a tájszólások, amelyekben van mazurzenie, határosok azokkal, amelyekben nincs.
- Jabłonkowanie – az sz, cz, ż, dż és ś, ć, ź, dź hangzók ugyanolyan ejtendő; pl. a szavakban szczekać, szare siano, czarne cielę /ugat, szürke széna, fekete borjú/ a mindkettő sz/ś hangzók ejtendő mint az ang. sheet szóban, pedig a cz/ć – mint a magyar csak szóban. Jellegzetes a sziléziai-cséh határvidéken és a Visztula és Mazury közötti területen.

## Összehasonlítás
| belarusz nyelv (беларуская мова)                                   | ukrán nyelv (українська мова)        | orosz nyelv (русский язык)                | bolgár nyelv (български език)                                    | lengyel nyelv (polski język) |
| ------------------------------------------------------------------ | ------------------------------------ | ----------------------------------------- | ---------------------------------------------------------------- | ---------------------------- |
| Jó napot!                                                          |                                      |                                           |                                                                  |                              |
| Вітаю (vitaju)                                                     | Вітаю (vitaju)                       | Здравствуйте (zdravsztvujtye)             | Здравейте (zdravejte)                                            | Witam                        |
| Szervusz!                                                          |                                      |                                           |                                                                  |                              |
| Прывітанне (privitannye)                                           | Привіт (privit)                      | Привет (privét)                           | Здрасти (zdraszti)                                               | Cześć                        |
| Igen – Nem                                                         |                                      |                                           |                                                                  |                              |
| Так (tak) – Не (nye)                                               | Так (tak) – Ні (nyi)                 | Да (da) – Нет (nyet)                      | Да (da) – Не (ne)                                                | Tak – Nie                    |
| Köszönöm                                                           |                                      |                                           |                                                                  |                              |
| Дзякуй (dzjakuj)                                                   | Дякую (djakuju)                      | Спасибо (szpaszíba)                       | Благодаря ви (blagodarja vi)                                     | Dziękuję                     |
| úr – asszony – kisasszony                                          |                                      |                                           |                                                                  |                              |
| спадар (szpadar) спадарыня (szpadarinya) cпадарычна (szpadaricsna) | пан (pan) пані (panyi) панна (panna) | господин (gaszpagyin) госпожа (gaszpazsá) | господин (goszpodin) госпожа (goszpozsa) госпожица (goszpozsica) | pan pani panna               |
| kitűnő, jó                                                         |                                      |                                           |                                                                  |                              |
| выдатна (vidatna); добра (dobra)                                   | відмінна (vidminna); файна (fajna)   | отлично (atlicsna)                        | отлично (otlicsno)                                               | fajnie                       |

### Írásbeliség
- Miért van a magyarban az s és az sz „fordítva”?